# Oelsnitz/Erzgeb.

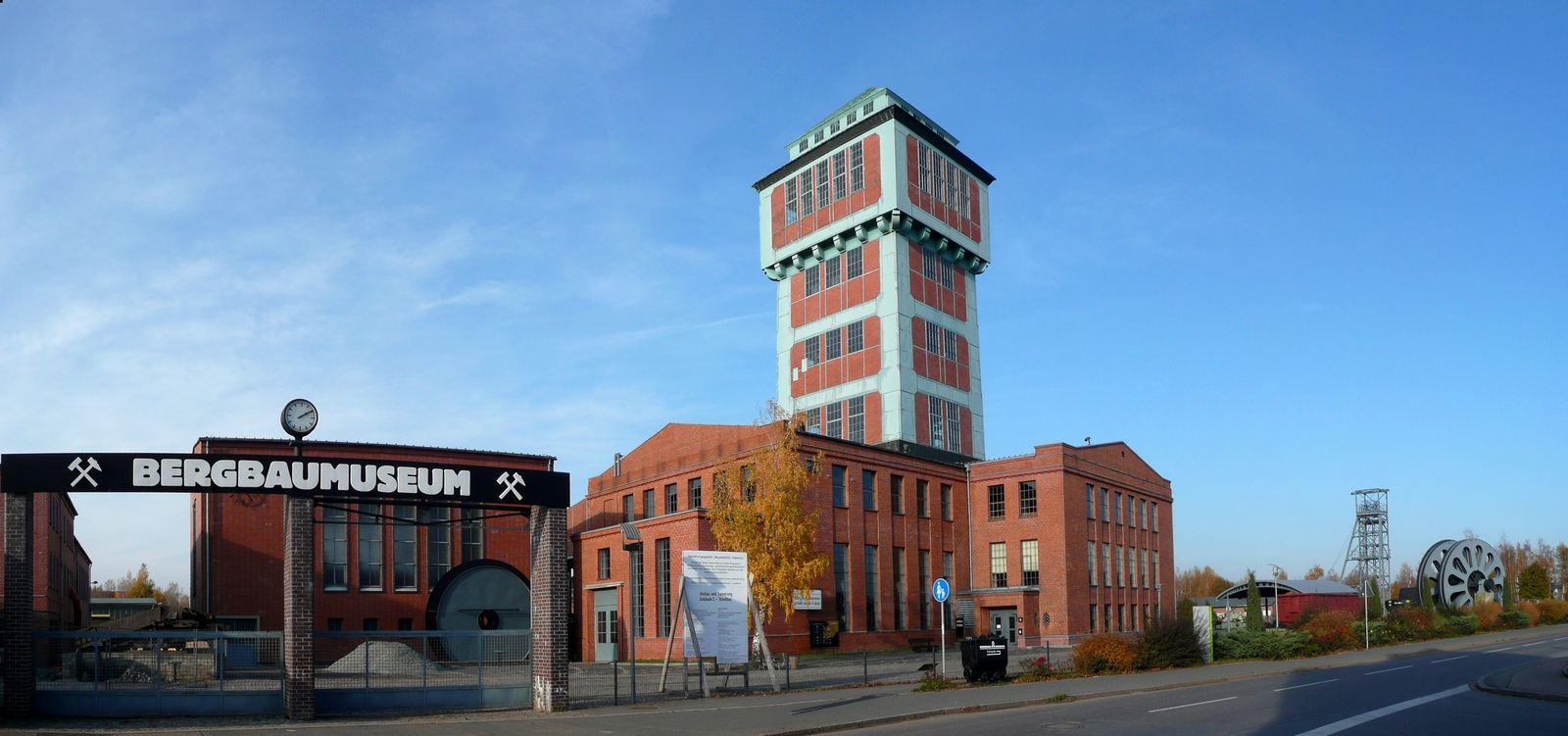
Bergbaumuseum Oelsnitz/Erzgebirge

Oelsnitz/Erzgeb. [ˈœlsnɪts] ist eine Stadt im Erzgebirgskreis in Sachsen.
Der Zusatz „im Erzgebirge“ wurde 1883 erstmals von der Post genutzt, um Verwechslungen mit der Stadt Oelsnitz im Vogtland zu vermeiden, wenngleich Oelsnitz nicht exakt im Erzgebirge, sondern im Erzgebirgsbecken liegt.

## Geografie
Die Stadt liegt im Erzgebirgsbecken ca. 14 km östlich von Zwickau und 20 km südwestlich von Chemnitz. Der Ort liegt am Hegebach, einem Zufluss des Lungwitzbaches und an der Würschnitz, einem Zufluss des Flusses Chemnitz.

### Nachbargemeinden
Angrenzende Städte und Gemeinden sind die Städte Lugau und Stollberg/Erzgeb., die Gemeinden Hohndorf und Niederwürschnitz im Erzgebirgskreis sowie die Städte Lichtenstein und Hartenstein und die Gemeinden Gersdorf und Mülsen im Landkreis Zwickau.

### Stadtgliederung

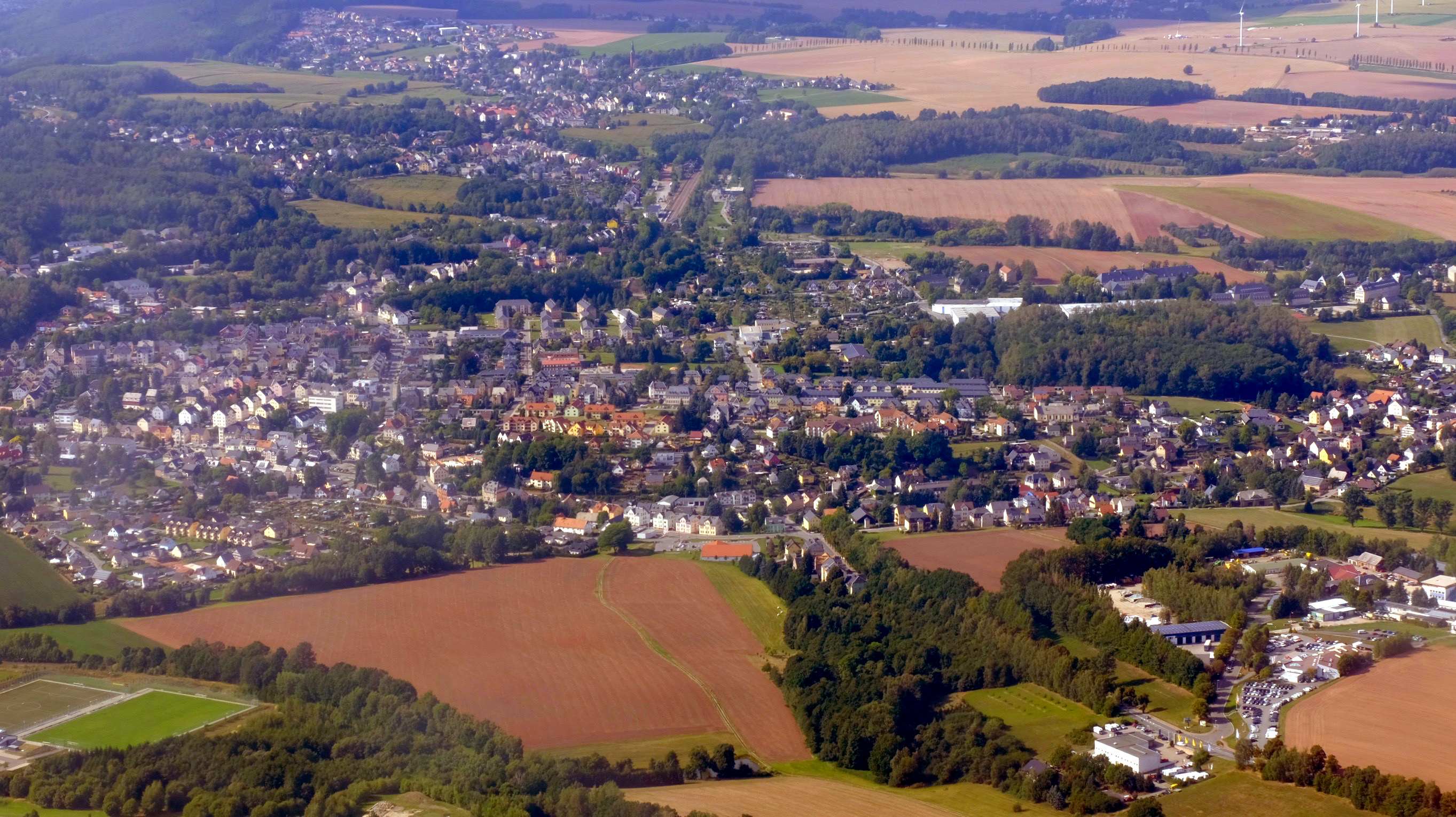
Oelsnitz Luftbild

- Neuoelsnitz (siehe auch: Bahnhof Neuoelsnitz)
- Neuwürschnitz

(hat rund 2500 Einwohner, eine Fläche von 6,57 km² und besteht aus den Gemarkungen Oberwürschnitz, Neuwiese und Neuwittendorf. Die Ortschaft wurde am 1. Januar 1999 nach Oelsnitz eingemeindet.)
- Niederoelsnitz
- Oberoelsnitz
- Oelsnitz
- Waldesruh

Die Gliederung in Ober- und Niederoelsnitz besteht heute nur noch im ortsüblichen Sprachgebrauch. Neuoelsnitz, Neuwürschnitz und Waldesruh sind räumlich getrennt vom eigentlichen Stadtkern.

## Geschichte

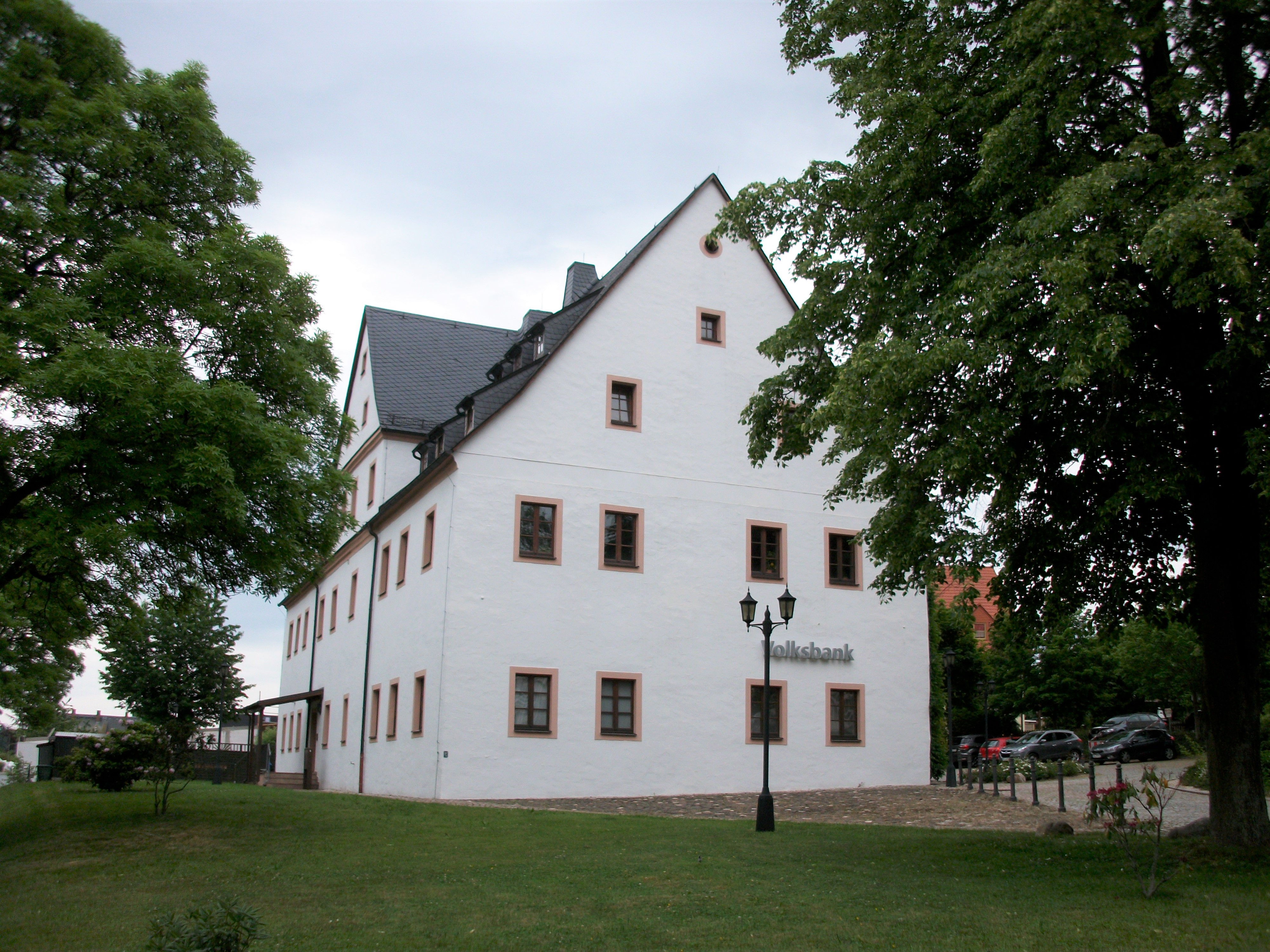
Rittergut Oelsnitz/Erzgeb.

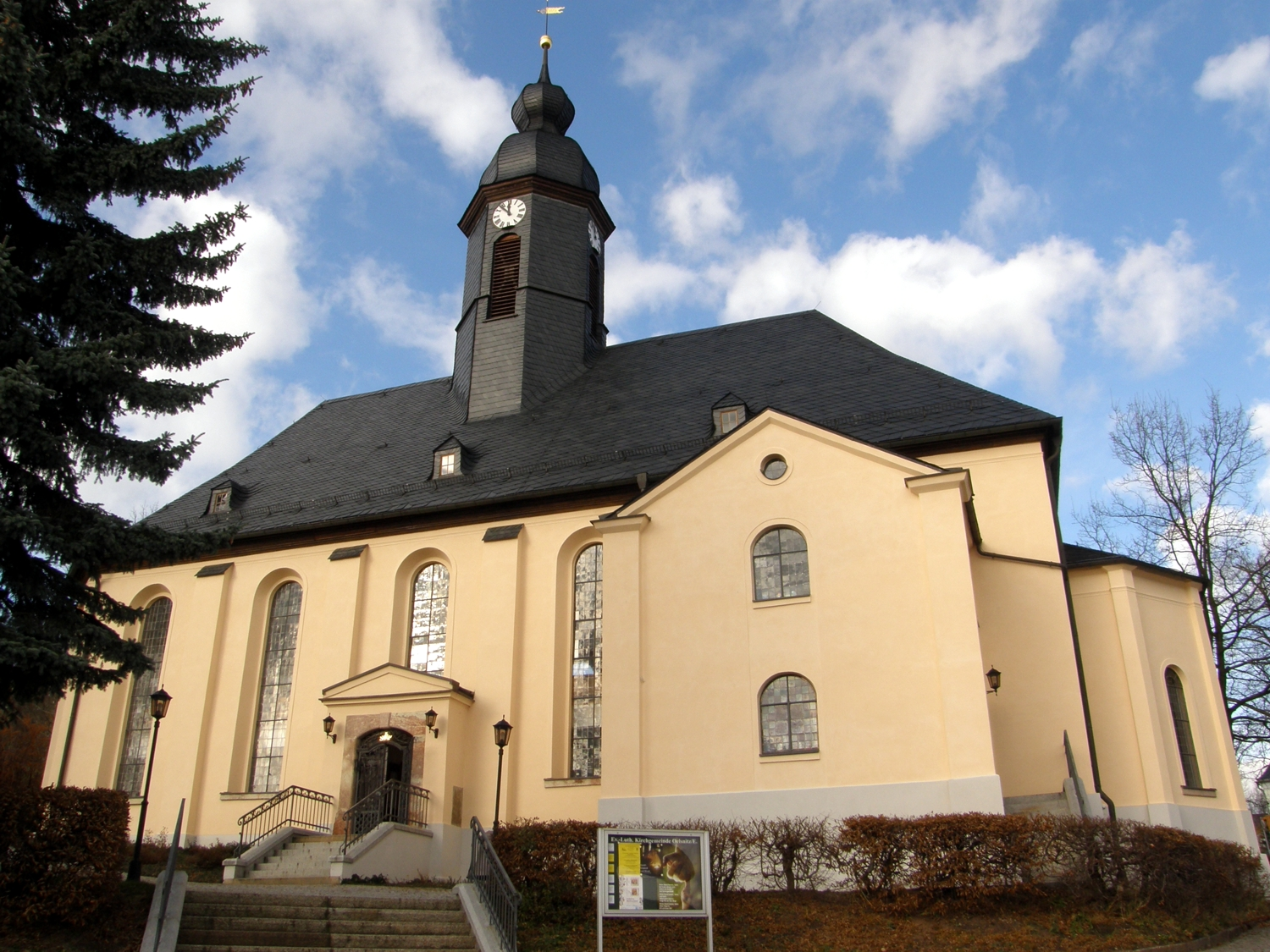
Christuskirche Oelsnitz

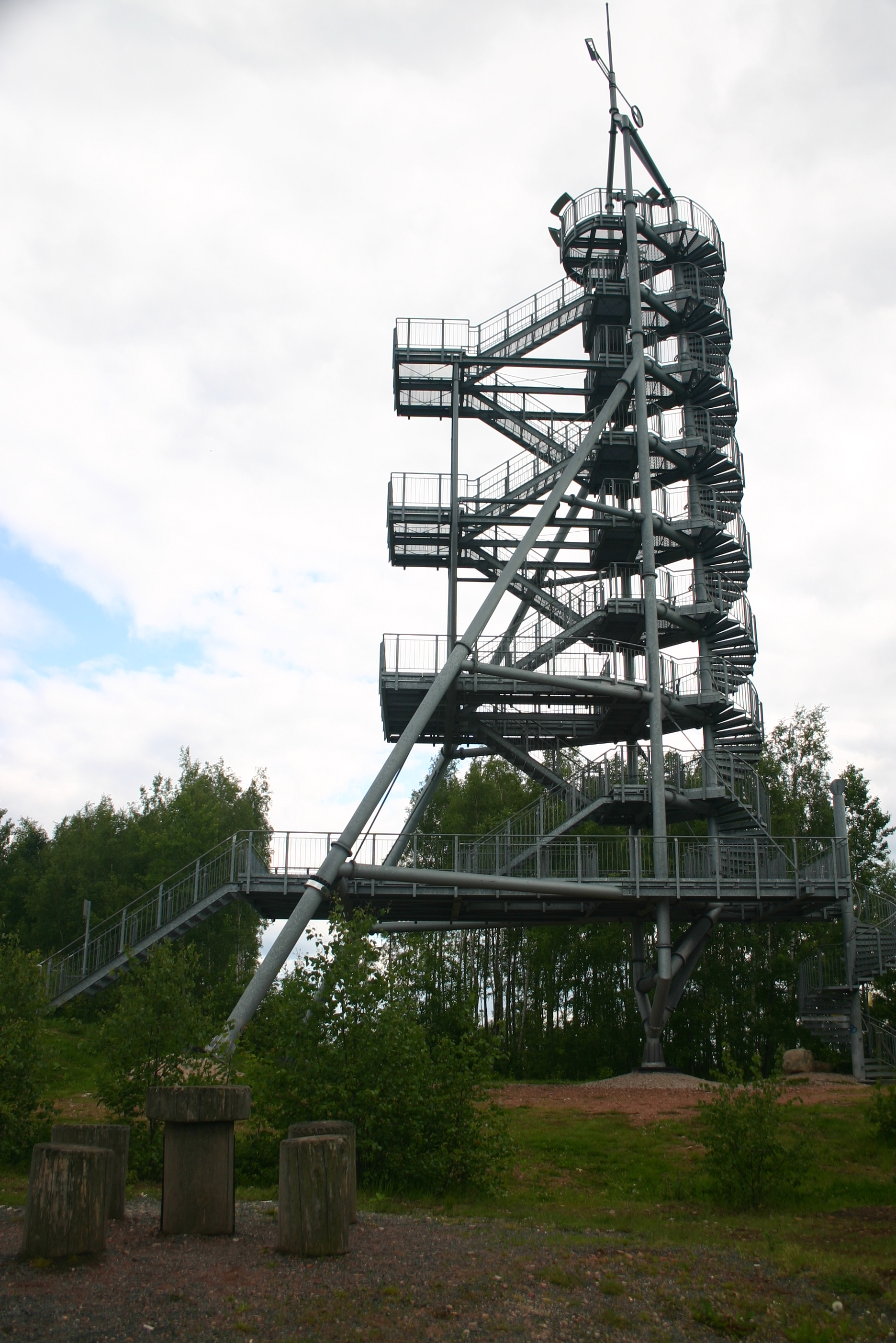
Glückaufturm auf der Abraumhalde des ehemaligen Deutschlandschachtes in Oelsnitz/Erzgebirge

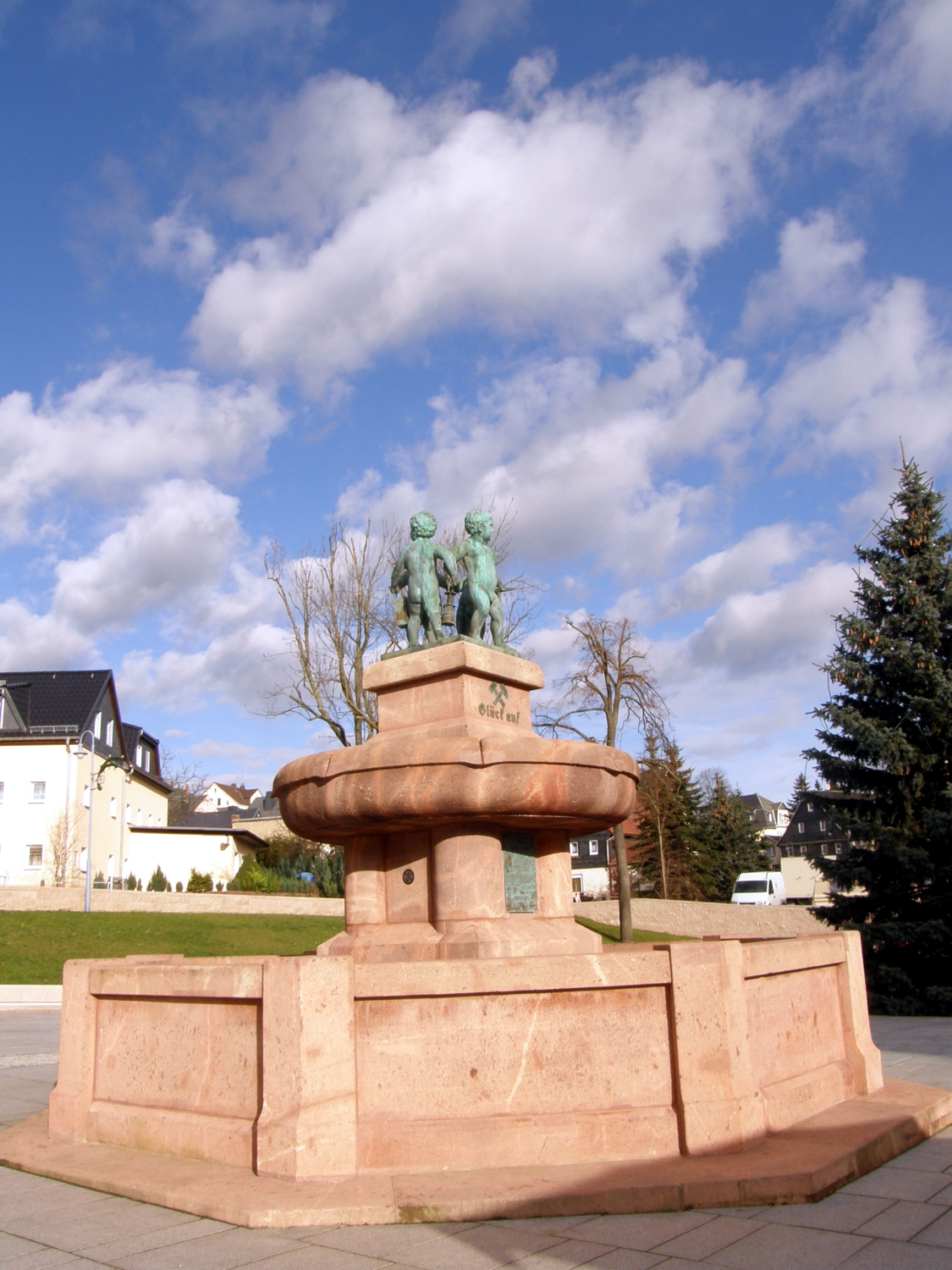
Der Hermann-Rudolph-Brunnen – ein Wahrzeichen der Stadt

Ende des 12. Jahrhunderts gründeten vermutlich die Ritter von der Oelsnitz das Dorf Oelsnitz, namentlich wird 1219 Rembertus de Olsnitz genannt. Im Jahr 1297 wird ein Apecz de Olsnitz als Zeuge in einem auf Schloss Lichtenstein ausgestellten Regest der Schönburger genannt. Das Rittergeschlecht führt nach Überlieferung von 1368 im goldenen, damaszierten Schild einen roten Schrägrechtsbalken, belegt mit drei silbernen Kugeln. Der Helm trägt einen goldenen Flug, der mit dem Balken des Schildes bezeichnet ist. Ein als der Pirnaische Mönch bekannter Chronist beschreibt die Ritter von der Oelsnitz als „ein erbar Gesipp vom Dorfe bei der langen Lunckwicz“. Teile des im Volksmund zu Recht so genannten Rittergutes existieren noch.
Lange Zeit wurde davon ausgegangen, dass der Name Oelsnitz, ursprünglich ein sehr alter Flur- oder Gewässername sei. Vermutet wurde, dass er sich – wie etwa bei Oelsa – vom altsorbischen olešnica, „Siedlung bzw. Bach am Erlenwald“, ableitet (olša = „Erle“, vgl. obersorb. wólša). Neuere Forschungen gehen davon aus, dass die Ableitung über den Geschlechternamen wahrscheinlicher ist. Dem folgend würde ein Rembertus de Olsnitz (urk. 1212/1219), ein Abkömmling der Familie Elsniz/Olsnitz aus der Steiermark, Namensgeber sein.
Als Dorf wird Oelsnitz erstmals in einer Urkunde von 1386 genannt, als Kirchort bereits 1286. Im Jahr 1399 kaufte Veit von Schönburg Güter in Oelsnitz, Mülsen und Dennheritz. Im Jahr 1401 verkaufte Heinrich I. von Hartenstein, der Burggraf von Meißen, das Oelsnitzer Kirchlehn an das Zisterzienserkloster Grünhain. Seit der Leipziger Teilung von 1485 unterstand der Ort bis zum Jahre 1547 zwei verschiedenen Landesherren. Der grünhainische Anteil (Kirchlehn) und der wildenfelsische Anteil gehörten zum Kurfürstentum Sachsen der Ernestiner, der sächsisch-höfische mit dem Rittergut und dem Dorf Lugau dagegen den Albertinern und deren Herzogtum Sachsen. Der Werdegang von Oelsnitz wurde beeinflusst durch Bauernkrieg und Reformation zu Beginn des 16. Jahrhunderts, durch den Dreißigjährigen Krieg 1618–1648 und nicht zuletzt durch die zwei Weltkriege.
Der bedeutendste Abschnitt der Oelsnitzer Geschichte begann mit der Entdeckung der Steinkohle im Lugau-Oelsnitzer Revier durch den Zwickauer Bergfaktor Karl Gottlob Wolf auf dem Gebiet des heutigen Ortsteiles Neuoelsnitz. Chronisten sprachen nach Wolffs Erfolg von einem regelrechten Gründerfieber, 1844 wurden bereits sechs neue Gruben mit zahllosen Schächten betrieben. 1858 wurde Oelsnitz durch die „Chemnitz-Würschnitzer Kohlenstrecke“ an das Eisenbahnnetz angeschlossen. Von dieser zweigte bis 1990 auch die Bahnstrecke Neuoelsnitz–Wüstenbrand ab. Zwischen 1913 und 1960 war die Stadt Endpunkt der Überlandstraßenbahn Hohenstein-Ernstthal – Gersdorf – Oelsnitz.
Die Entwicklung des Bergbaues brachte aber nicht nur Nutzen. Ende des 19. Jahrhunderts gingen Sensationsmeldungen durch die Weltpresse: „Das versinkende Oelsnitz“. Die durch den Bergbau verursachten Bergschäden führten zu Bodensenkungen von teilweise mehr als 17 Metern. Zahlreiche Gebäude im Ortskern mussten deshalb abgerissen werden. Nicht zuletzt führte diese Entwicklung auch zu einer Neustrukturierung der Innenstadt.
1913 besuchte König Friedrich August III. die Schächte des Kohlenreviers.
1924 wurde die Gemeinde Oelsnitz durch die Sächsische Staatskanzlei zur Stadt erhoben.
Zu Beginn der Zeit des Nationalsozialismus im Frühjahr 1933 misshandelten Angehörige der SA-Standarte 183 auf dem Marktplatz und in den Arrestzellen unter der Sparkasse politische Gegner auf brutale Weise. Nachgewiesen sind insgesamt 74 Häftlinge. Davon sind 42 namentlich erfasst worden.
Die Förderung von Steinkohle wurde 1971 eingestellt und bis 1975 wurden alle Schachtanlagen verfüllt. 1986 wurde in einem Teil des Bergwerkes „Karl Liebknecht“ in Neuoelsnitz das Bergbaumuseum eröffnet.
Im Jahr 2010 richtete Oelsnitz den Tag der Sachsen mit 380.000 Besuchern aus. Dafür wurden im Vorfeld der Marktplatz komplett saniert und im Stadtgebiet größere und kleinere Veranstaltungsgelände und Freiflächen geschaffen.
Am 2. Februar 2011 setzte sich die Stadt Oelsnitz im zweiten Versuch nach 1997 für die Landesgartenschau 2002 mit ihrer Bewerbung gegen sechs Mitbewerber durch und erhielt den Zuschlag für die Ausrichtung der 7. Sächsischen Landesgartenschau 2015.
Das Gartenfestival fand vom 25. April bis zum 11. Oktober 2015 statt – insgesamt wurden mehr als 415.000 Besucher gezählt. Das 15 Hektar große Gelände, eine ehemalige Bahnbrache, bleibt als vielfältig nutzbarer Freizeitpark erhalten. Mit großzügig angelegten Pflanzungen, Liegewiesen, Eisenbahn- und Wasserspielplatz, Skatepark, Naturlehrpfad, Kneippanlage und Gradierwerk soll es zukünftig als Freizeit- und Erholungsgelände dienen. Das Projekt Bürger- und Familienpark wurde im November 2015 mit einer Anerkennung des Sächsischen Staatspreises für Baukultur ausgezeichnet. Im Mai 2019 erhielt die Stadt die Karl-Foerster-Auszeichnung für die hervorragende Herstellung und Weiterentwicklung der Grünanlagen. Im Entrée des Parks befindet sich auf dem Bahnhofsvorplatz der Brunnen „Schwarzes Gold“, der an die Steinkohleförderung im Revier erinnert und auf die zukünftige Solenutzung verweist.

### Ehemalige Ringwallanlage in Oelsnitz/Erzgeb. (Burgstall)
Eine im Sächsischen Staatsarchiv Dresden aufbewahrte Darstellung „Oelsnitz um 1500“ zeigt rechts von der Kirche eine Ringwallanlage, die offenbar eine kleine Wasserburg oder Turmhügelburg war. Die Anlage ist auf dem Riß, der als Folge eines Rechtsstreites der Gutsbesitzer mit dem Abt des Klosters Grünhain angefertigt wurde, als „Deß Forbergs Baustad“ betitelt.
Heute finden sich von der Anlage oberirdisch keine Reste mehr. Sie wurde offenbar eingeebnet. Es könnte sich um den Stammsitz der Ritter von der Oelsnitz gehandelt haben.
Zu dem aus der Burg offenbar hervorgegangenen Rittergut Oelsnitz gehörten drei Vorwerke: eines nahe der Kirche, eines im unteren Dorf, eines am Steinhübel.

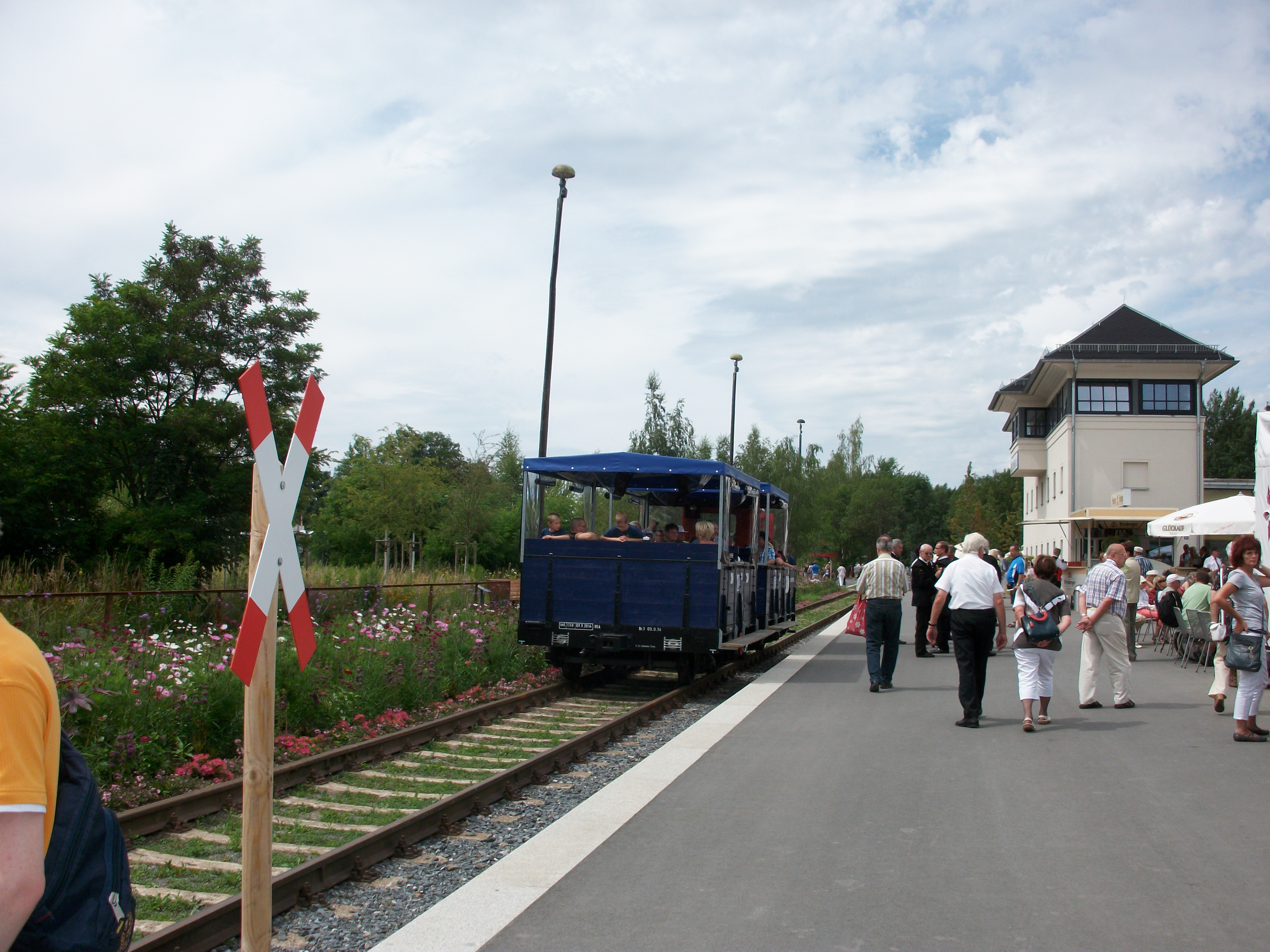
Bahnhof Oelsnitz (Erzgeb), Schienenexpress der Landesgartenschau 2015
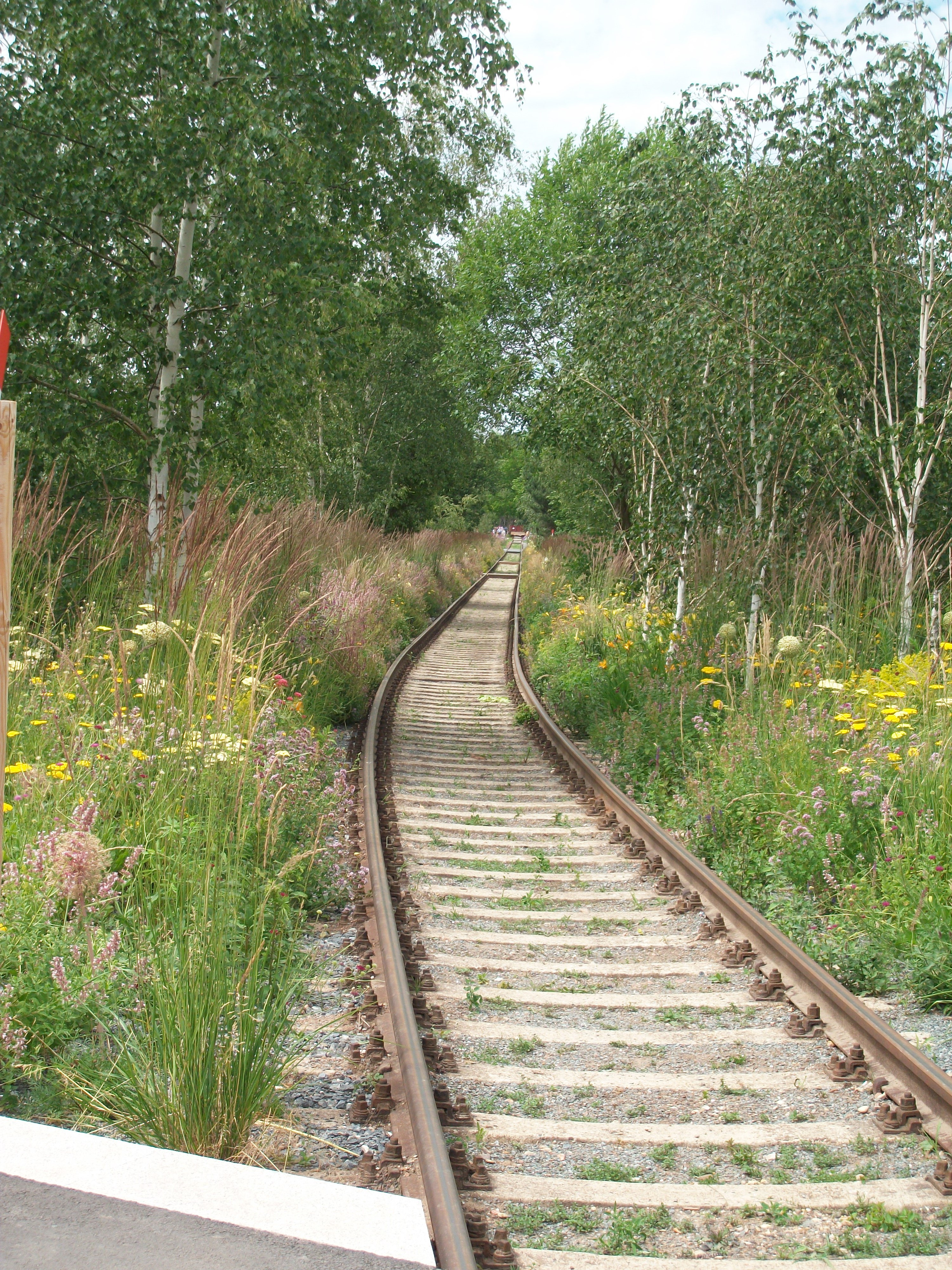
Bahnhof Oelsnitz (Erzgeb), renaturiertes Bahnhofsgelände zur Landesgartenschau 2015
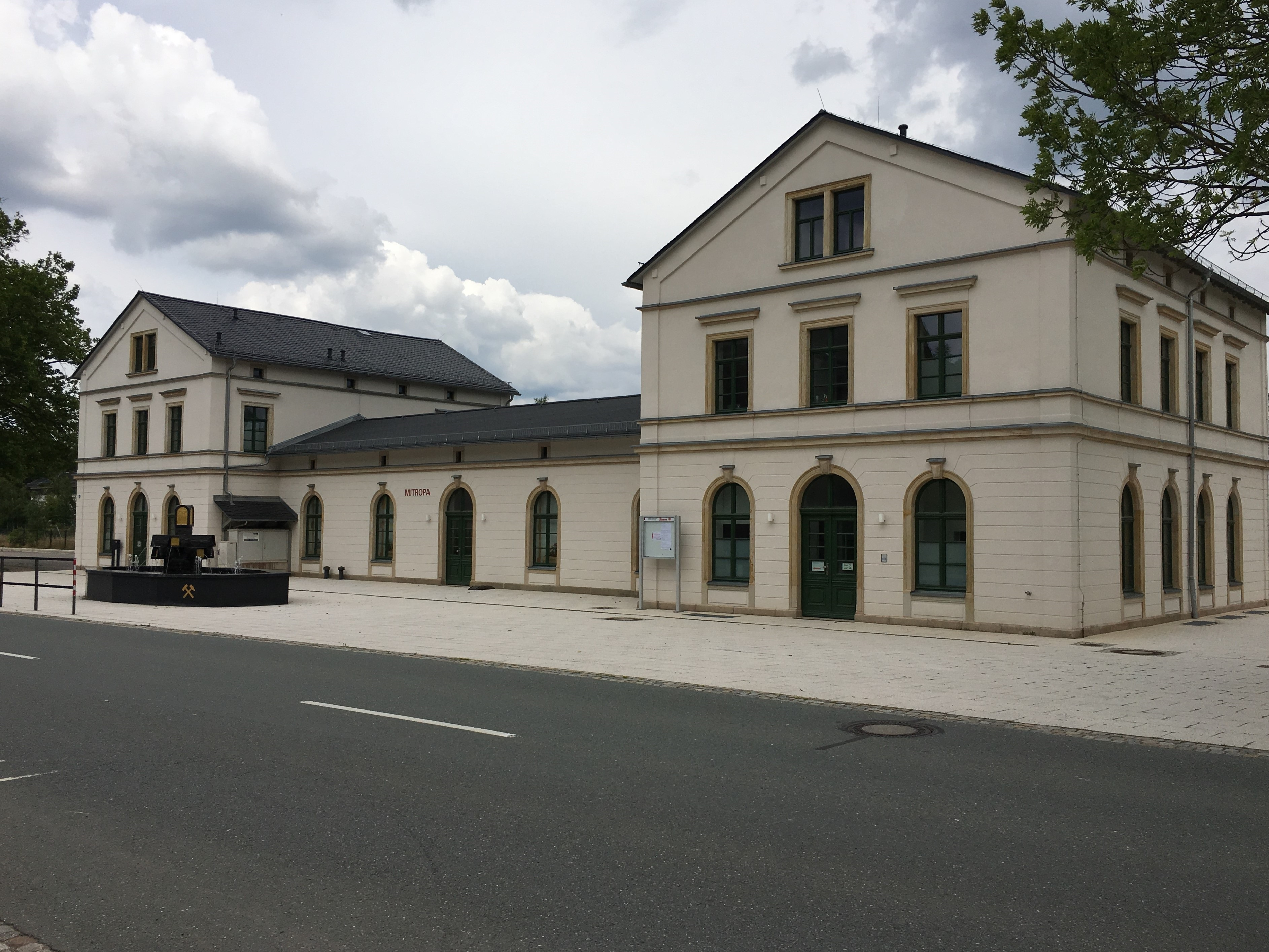
Bahnhofsgebäude, saniert 2014, aktuell Jugendclub und Vereinshaus
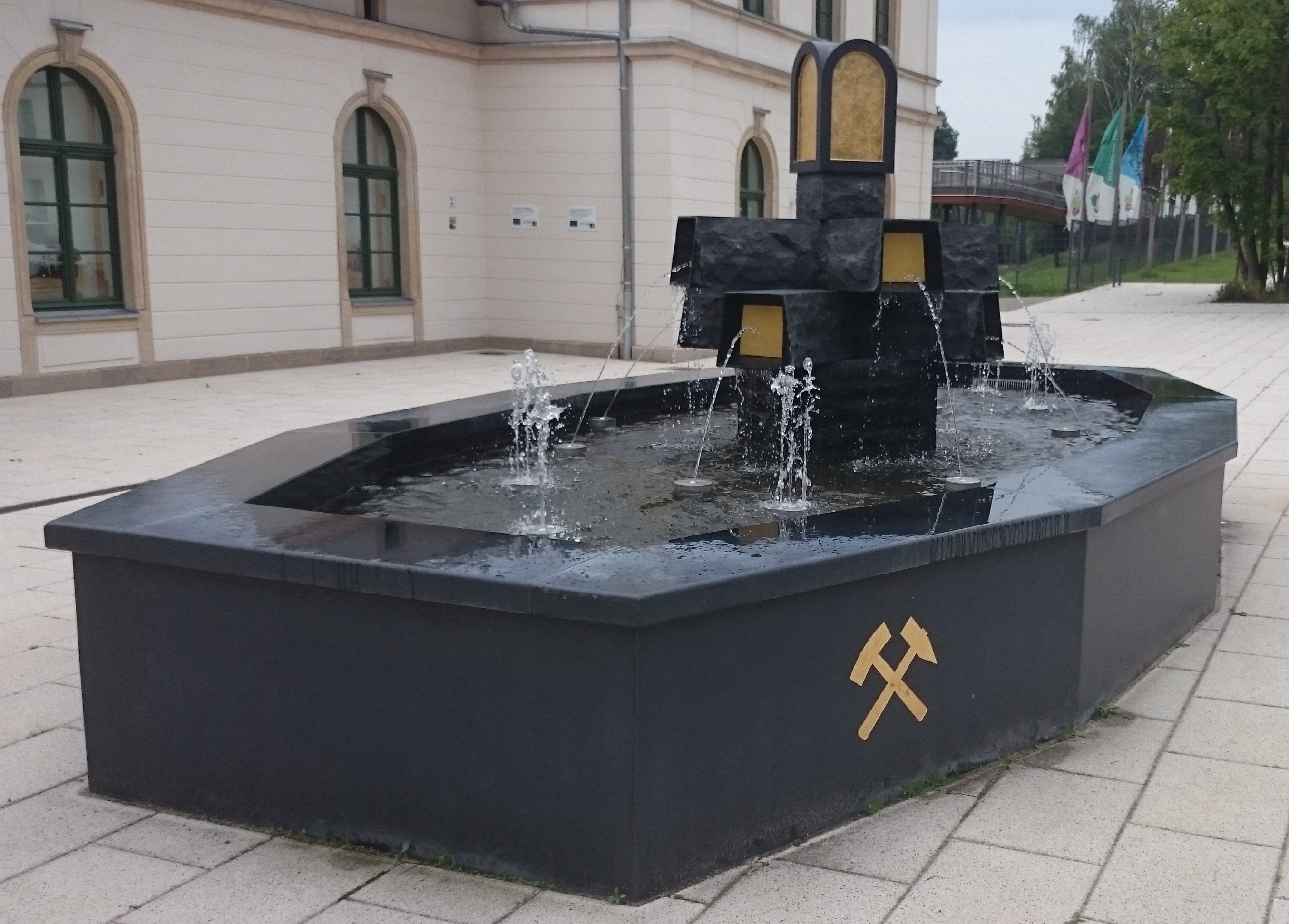
Brunnen „Schwarzes Gold“

## Wappen und Logo
Die Stadt führt ein Stadtwappen und ein Dienstsiegel sowie ein Logo. Das Wappen der Stadt ist senkrecht geteilt, links ein Bergmann in Tracht mit „Gezäh“ (Werkzeug), rechts drei Erlen, die für die slawische Herkunft des Ortsnamens „sprechen“. Die weiß-grünen Sächsischen Landesfarben und die rot-weißen Stadtfarben sind darin enthalten. Das Wappen findet sich auch im Dienstsiegel wieder.
Im Jahr 2016 wurde durch Stadtratsbeschluss die Wort-Bild-Marke „Statt Irgendwo Stadt Oelsnitz Erzgebirge“ eingeführt. Das Logo enthält die Elemente Turm (des Bergbaumuseums, Umrisslinie), Gradierwerk (Silhouette), Rekultivierte Halde (grüne Farbe), Sole (blaue Farbe) und Kohle (schwarze Farbe). Es steht für eine lebensfrohe, grüne, bewegte Stadt Oelsnitz mit einer spannenden Historie und zahlreichen Ideen für die Zukunft.

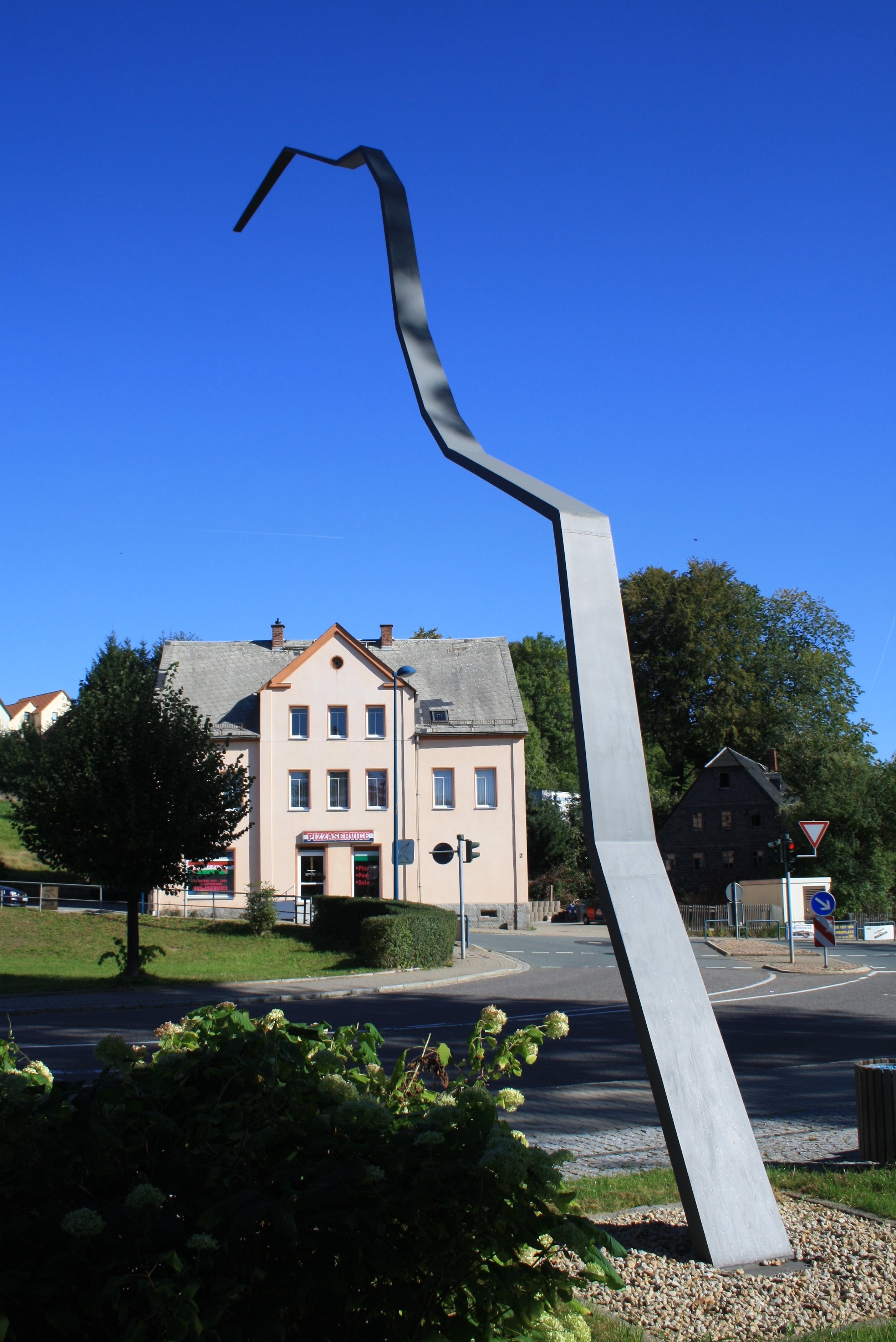
„Raum-Zeit-Diagramm“, Oelsnitz/Erzgeb.

## Einwohner
Entwicklung der Einwohnerzahl (ab 1960 31. Dezember):
| - 1834 – 03.814 - 1933 – 19.640 - 1939 – 18.596 - 1946 – 20.034 1 - 1950 – 19.632 2 | - 1960 – 18.485 - 1981 – 13.929 - 1984 – 13.294 - 1998 – 13.508 3 - 1999 – 13.390 | - 2000 – 13.144 - 2001 – 12.982 - 2002 – 12.841 - 2003 – 12.765 - 2004 – 12.687 | - 2005 – 12.626 - 2006 – 12.479 - 2007 – 12.417 - 2009 – 12.083 - 2010 – 11.949 4 | - 2012 – 11.339 - 2013 – 11.266 - 2014 – 11.175 - 2015 – 11.117 - 2016 – 11.141 | - 2017 – 11.014 - 2018 – 10.957 - 2019 – 10.951 - 2020 – 10.983 - 2022 – 10.837 |

 Datenquelle ab 1998: Statistisches Landesamt des Freistaates Sachsen

1 29. Oktober

2 31. August

3 Gebietsstand 1. Januar 1999

4 30. September

## Politik
- Linke: 1
- SPD: 4
- FWO: 6
- CDU: 5
- AfD: 6

### Stadtrat
Der Stadtrat besteht aus 20 Mitgliedern und setzt sich seit der Stadtratswahl am 9. Juni 2024 wie folgt zusammen:
| Liste                                                                                     | 2024   | 2024   | 2019   | 2019   | 2014   | 2014   |
| Liste                                                                                     | Sitze  | in %   | Sitze  | in %   | Sitze  | in %   |
| ----------------------------------------------------------------------------------------- | ------ | ------ | ------ | ------ | ------ | ------ |
| Freie Wählervereinigung „Ein Herz für Oelsnitz/Erzgeb.“ e. V. – FW Oelsnitz/Erzgeb. e. V. | 6      | 27,8   | 6      | 30,1   | 6      | 26,5   |
| AfD                                                                                       | 6      | 27,7   | 4      | 20,7   | –      | –      |
| CDU                                                                                       | 5      | 23,0   | 6      | 26,9   | 9      | 42,3   |
| SPD                                                                                       | 4      | 15,1   | 2      | 9,9    | 3      | 13,0   |
| Linke                                                                                     | 1      | 6,4    | 2      | 12,5   | 4      | 18,2   |
| Wahlbeteiligung                                                                           | 68,2 % | 68,2 % | 57,9 % | 57,9 % | 44,3 % | 44,3 % |

### Bürgermeister
Der erste Wahlgang der Bürgermeisterwahl fand am 12. Juni 2022 statt. Im zweiten Wahlgang, am 3. Juli 2022, wurde Thomas Lein (SPD) mit 46,3 % der gültigen Stimmen zum Bürgermeister gewählt. Er setzte sich damit u. a. gegen den vorherigen Bürgermeister und ehemaligen Geschäftsführer der 7. Sächsischen Landesgartenschau Bernd Birkigt durch.
| Wahl | Bürgermeister       | Vorschlag | Wahlergebnis (in %) |
| ---- | ------------------- | --------- | ------------------- |
| 2022 | Thomas Lein         | SPD       | 46,3                |
| 2015 | Bernd Birkigt       | CDU       | 66,6                |
| 2008 | Hans-Ludwig Richter | CDU       | 81,6                |
| 2001 | Hans-Ludwig Richter | CDU       | 80,9                |
| 1994 | Hans-Ludwig Richter | F.D.P.    | 60,6                |

### Städtepartnerschaften
- Avion (Frankreich, seit 1961)
- Mimoň (Tschechien, seit 1968)
- Sprockhövel (Deutschland, seit 2000)
- Chodov (Tschechien, seit 2004)

## Wirtschaft und Infrastruktur

### Wirtschaft
Oelsnitz/Erzgeb. liegt im Ballungsraum Chemnitz-Zwickau, einem der drei industriellen Ballungsräumen in Sachsen. Die Kernbranchen der Region, zu denen die Automobil- und Zulieferindustrie, die Metallverarbeitung und die Mikrosystemtechnik zählen, sind auch in Oelsnitz mit wichtigen Unternehmen vertreten.
Zu den wichtigsten Vertretern der Technologiebereiche Mobilität und Maschine gehören die Feintool System Parts Oelsnitz GmbH als Technologieführer in den Bereichen Feinschneiden und Umformen sowie die FSG Automotive GmbH als Teil der international agierenden Sodecia-Gruppe mit modularer Fertigung von Getriebebaugruppen für die Automobilindustrie. Die Firma micas AG und mehrere mit ihr verbundener Unternehmen sind Anbieter innovativen und individuellen Sensor- und Elektronikprodukten. Die Geschäftsführerin der micas AG wurde Sachsens Unternehmer des Jahres (2014) und wurde vielfach bis auf Bundesebene für die Familienfreundlichkeit ihres Unternehmens ausgezeichnet. Die ETO Elektrotechnik Oelsnitz GmbH ist ein bundesweit agierender Komplettanbieter von Energieverteilungsanlagen, Verkehrstechnik sowie für Schalt-, Steuer- und Messtechnik. Mit der Neuwürschnitzer Fleisch- und Wurstwaren AG hat ebenfalls ein regional bedeutender Betrieb der Nahrungsgüterwirtschaft seinen Hauptsitz und Produktionsstandort in Oelsnitz. Die Stadt verfügt über mehrere Gewerbegebiete (Hoffeld, Turleyring, Ascotapark, Unterer Deutschlandschacht) in denen ein Großteil der Industrieunternehmen ansässig sind. Mit der Oelsnitzer Industrie- und Handwerksnacht besteht vor Ort eine einzigartige Möglichkeit Unternehmen und ihre Arbeitsplätze kennenzulernen.

### Verkehr

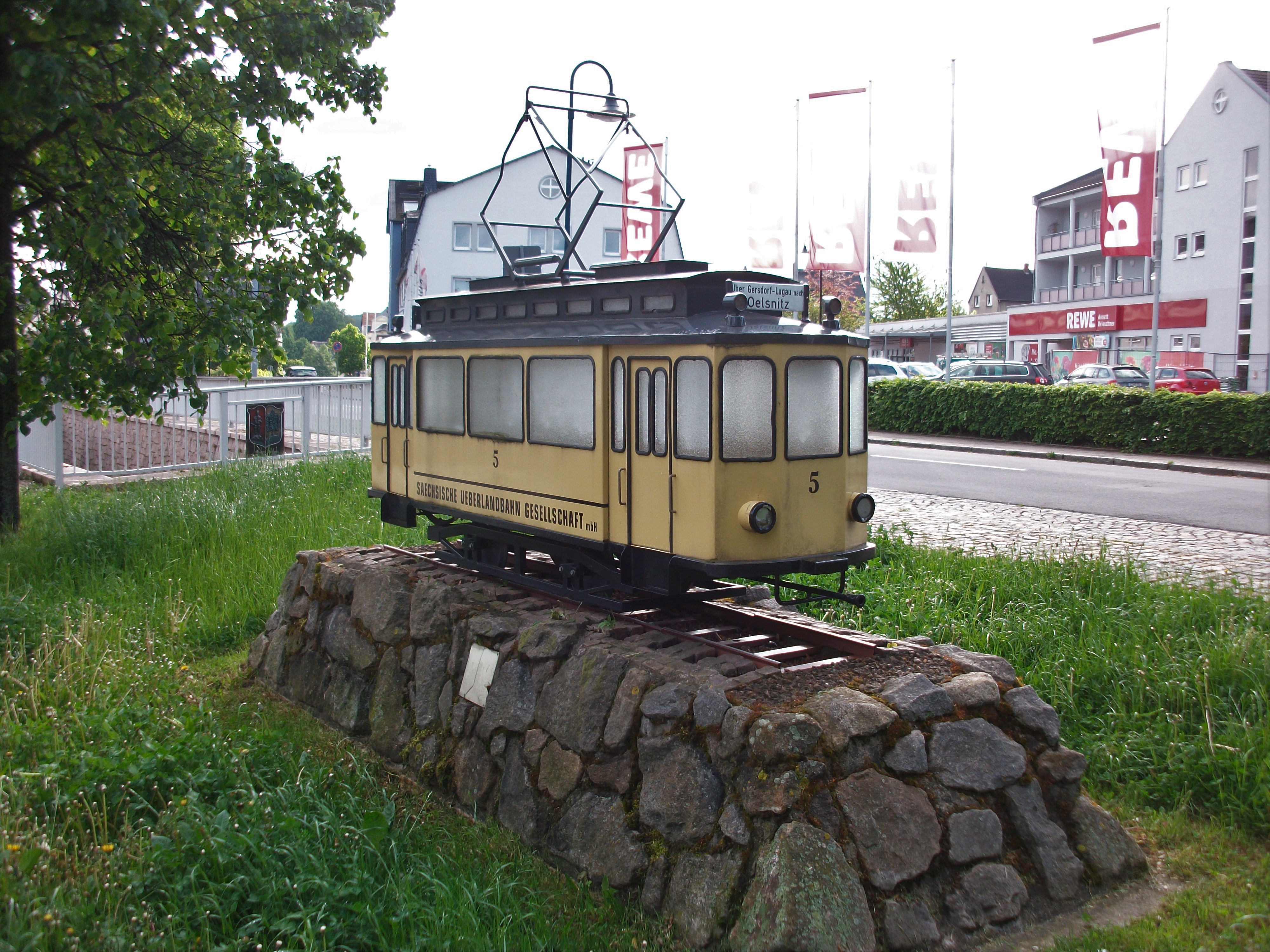
Modell der Straßenbahn Hohenstein-Ernstthal–Oelsnitz vor dem Rathaus Oelsnitz (2017)

#### Straßenverkehr
Oelsnitz liegt 4 km nördlich der A 72 zwischen Chemnitz und Zwickau sowie 12 km südlich der A 4. Die Autobahnen sind über die Anschlussstellen Stollberg-Nord, Stollberg-West, Hartenstein und Hohenstein – Ernstthal (A 4) zu erreichen.

#### Öffentlicher Nahverkehr
Die Stadt Oelsnitz ist mit öffentlichen Personennahverkehrsmitteln an das Oberzentrum Chemnitz und das Mittelzentrum Stollberg angebunden. Die Bahnstrecke Stollberg–St. Egidien wird von der City-Bahn Chemnitz GmbH betrieben. Fast alle Züge verkehren von St. Egidien weiter nach Glauchau. Die Stationen tragen – in Richtung Stollberg – die Namen Oelsnitz (Erzgeb), Oelsnitz Bahnhofstraße, Mitteloelsnitz und Neuoelsnitz.
Für das Tram-Train-Projekt Chemnitzer Modell soll die Gesamtstrecke elektrifiziert und eine neue Einbindung in Stollberg gebaut werden, damit durchgehende Fahrten bis in die Chemnitzer Innenstadt möglich werden. Die Fertigstellung ist für 2027 vorgesehen. Mit der Erzgebirgsregion ist Oelsnitz durch mehrere Buslinien des Regionalverkehr Erzgebirge verbunden.
Zwischen 1913 und 1960 verkehrte die Straßenbahn Hohenstein-Ernstthal–Oelsnitz vom Bahnhof Hohenstein-Ernstthal über Gersdorf nach Oelsnitz.

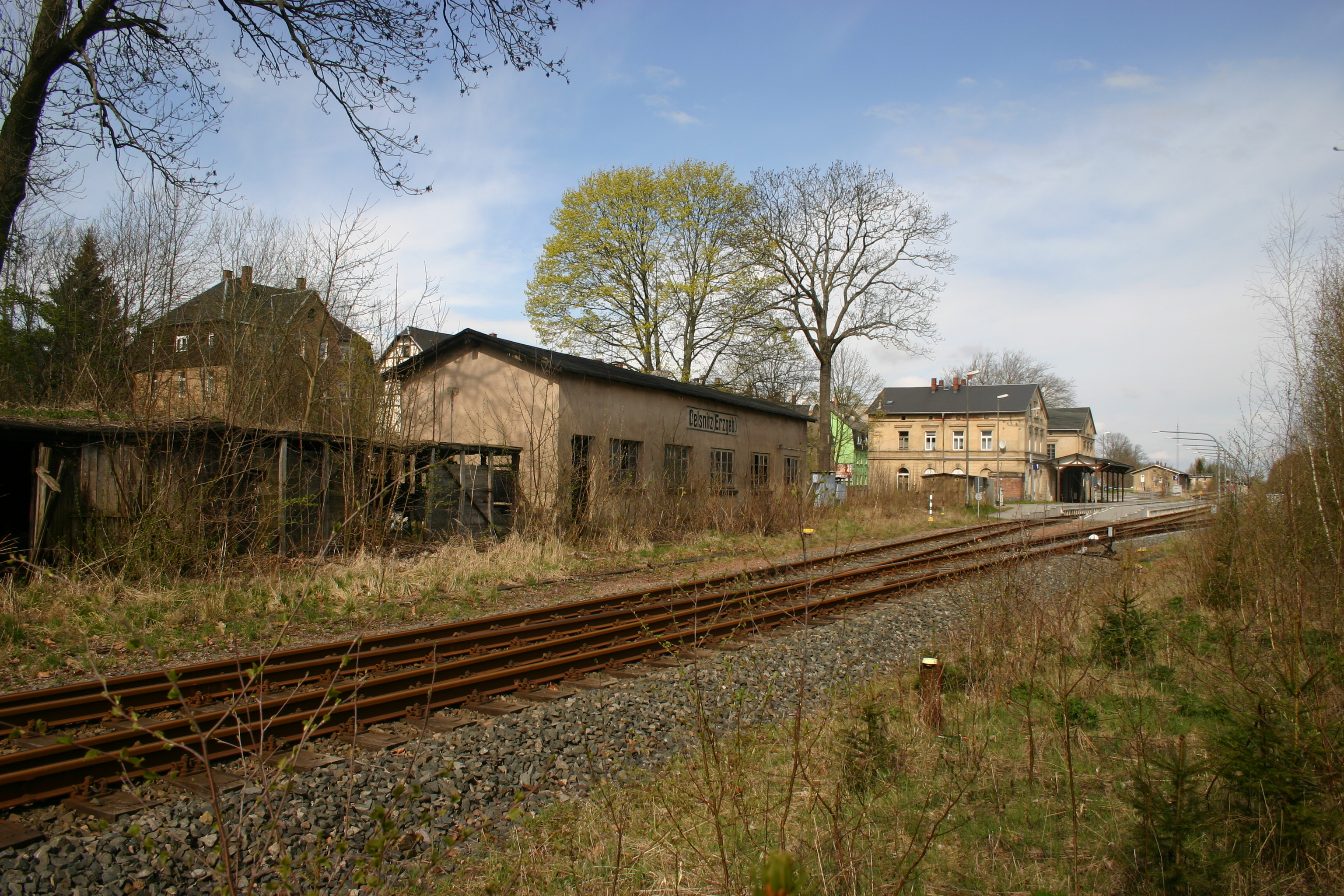
Bahnhof Oelsnitz (Erzgeb) vor der Sanierung (2012)
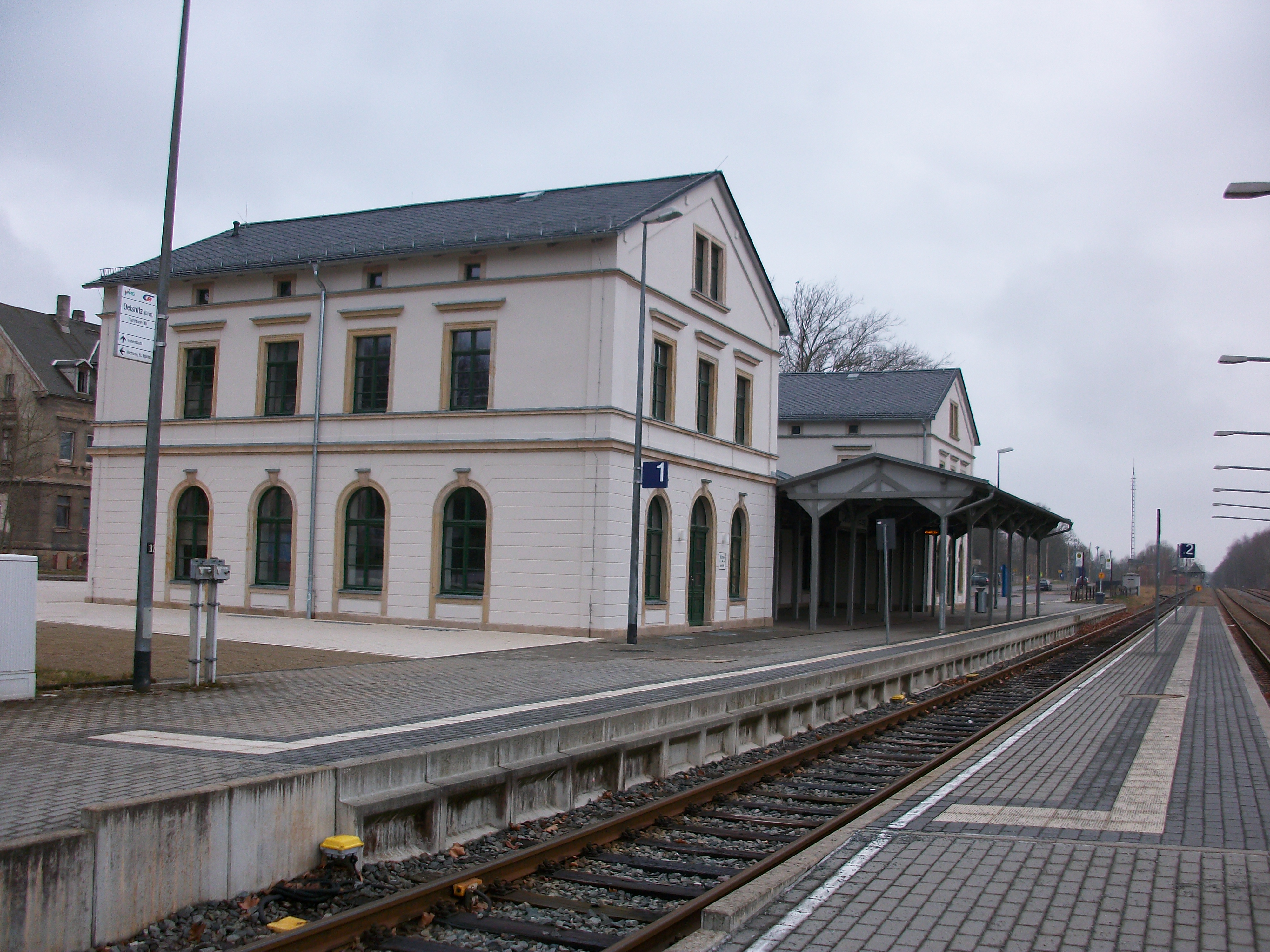
Bahnhof Oelsnitz (Erzgeb), nach der Sanierung (2016)
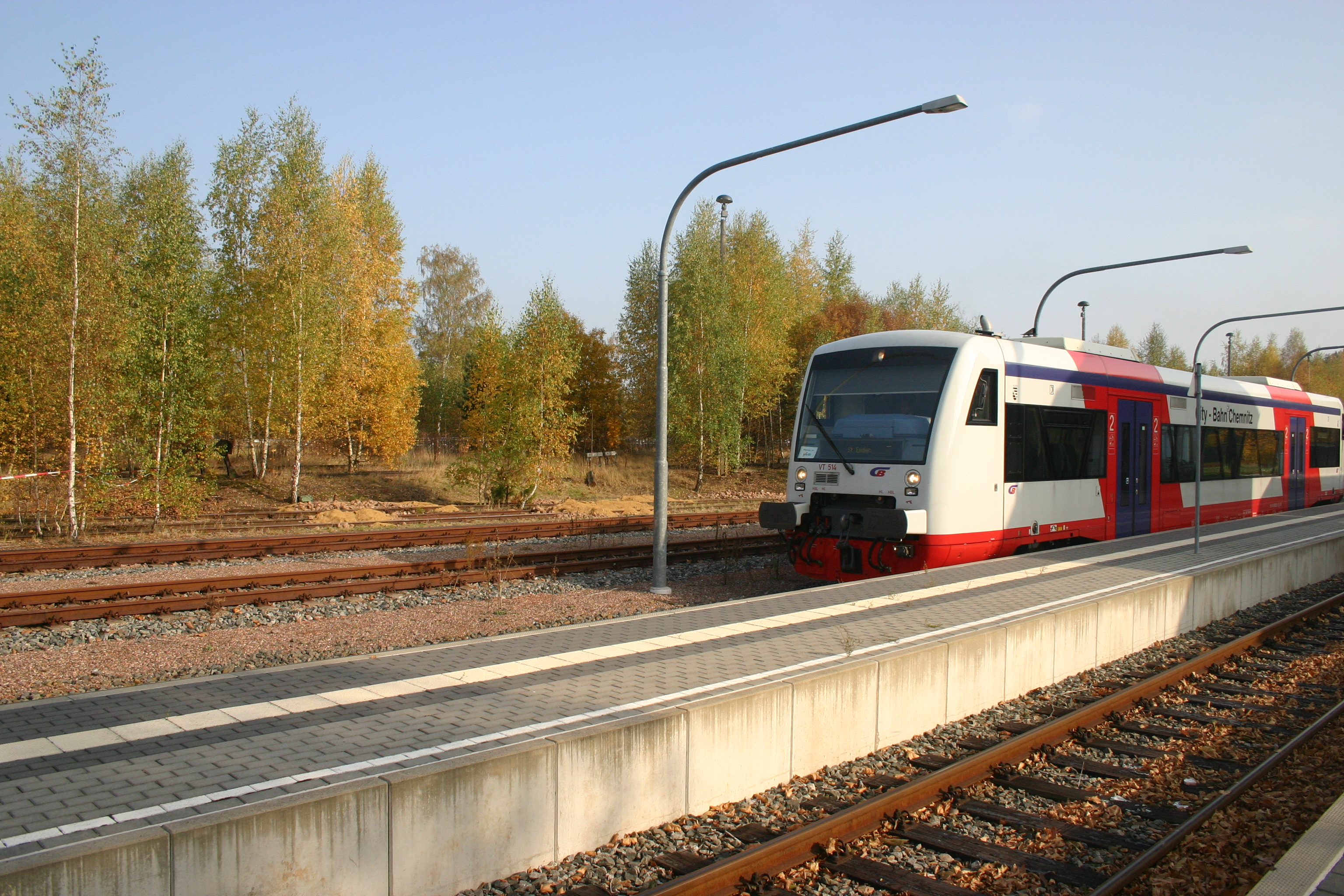
CB im Bahnhof Oelsnitz (Erzgeb)
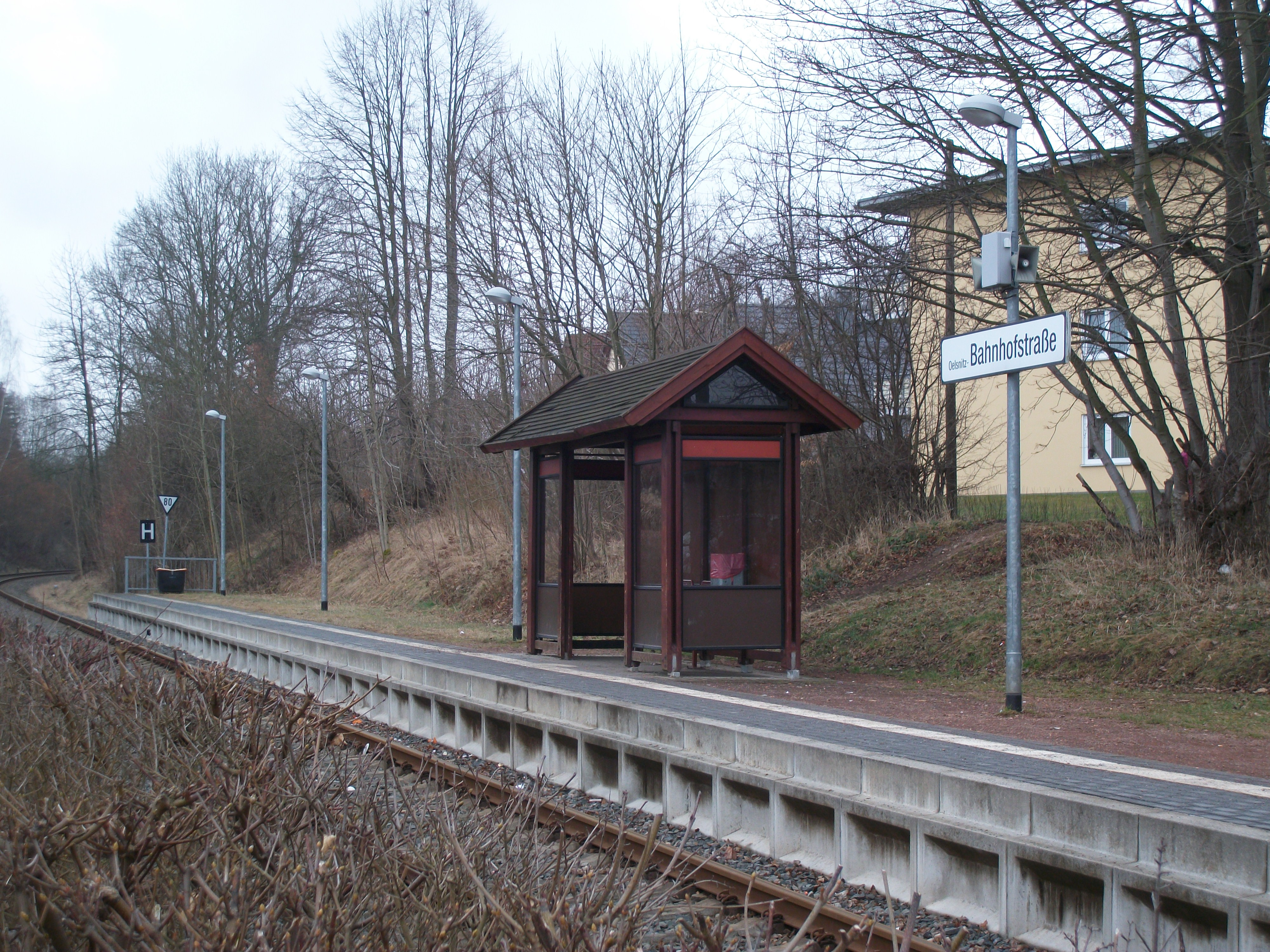
Haltepunkt Oelsnitz-Bahnhofstraße (2016)
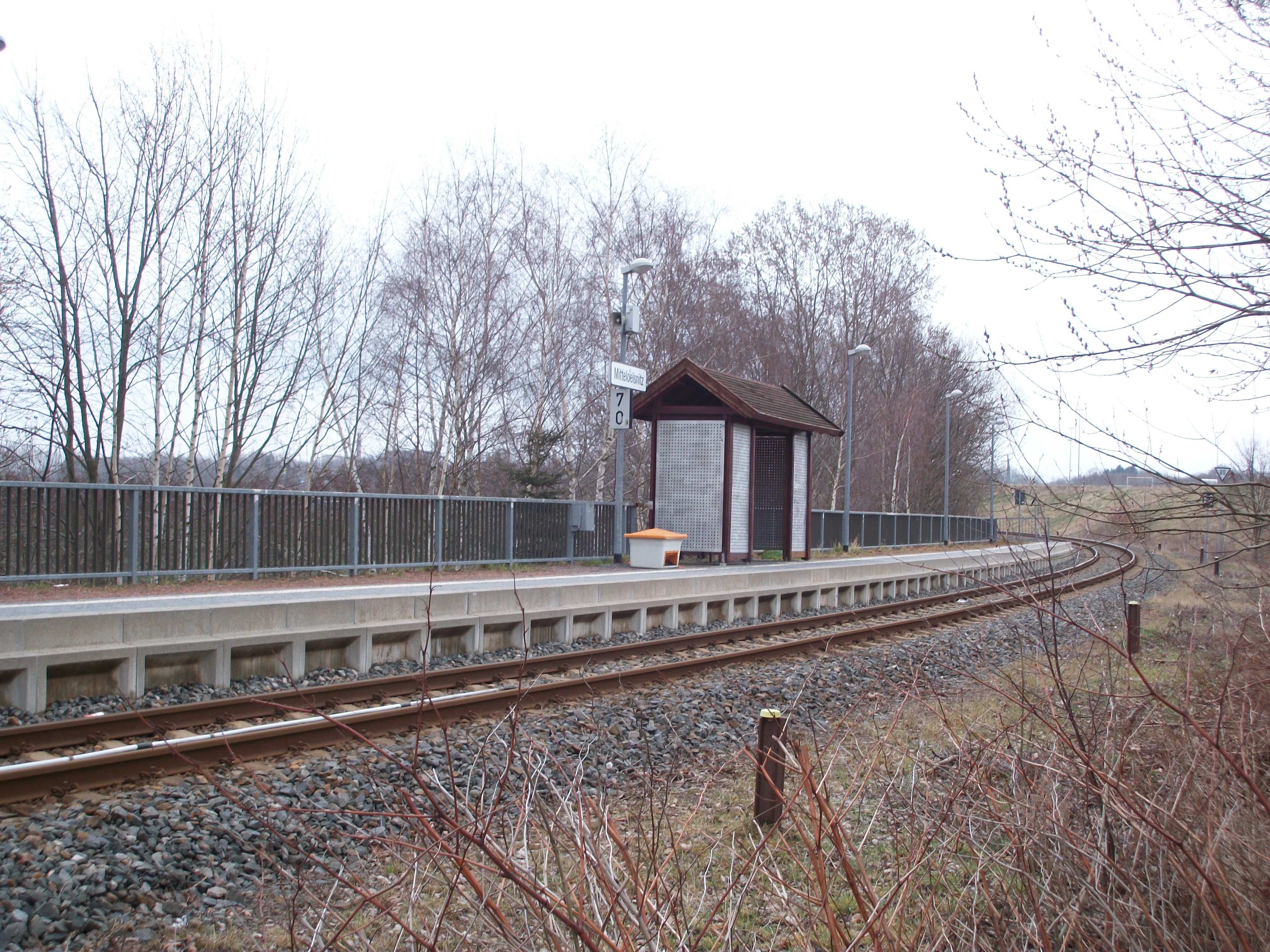
Haltepunkt Mitteloelsnitz (2016)
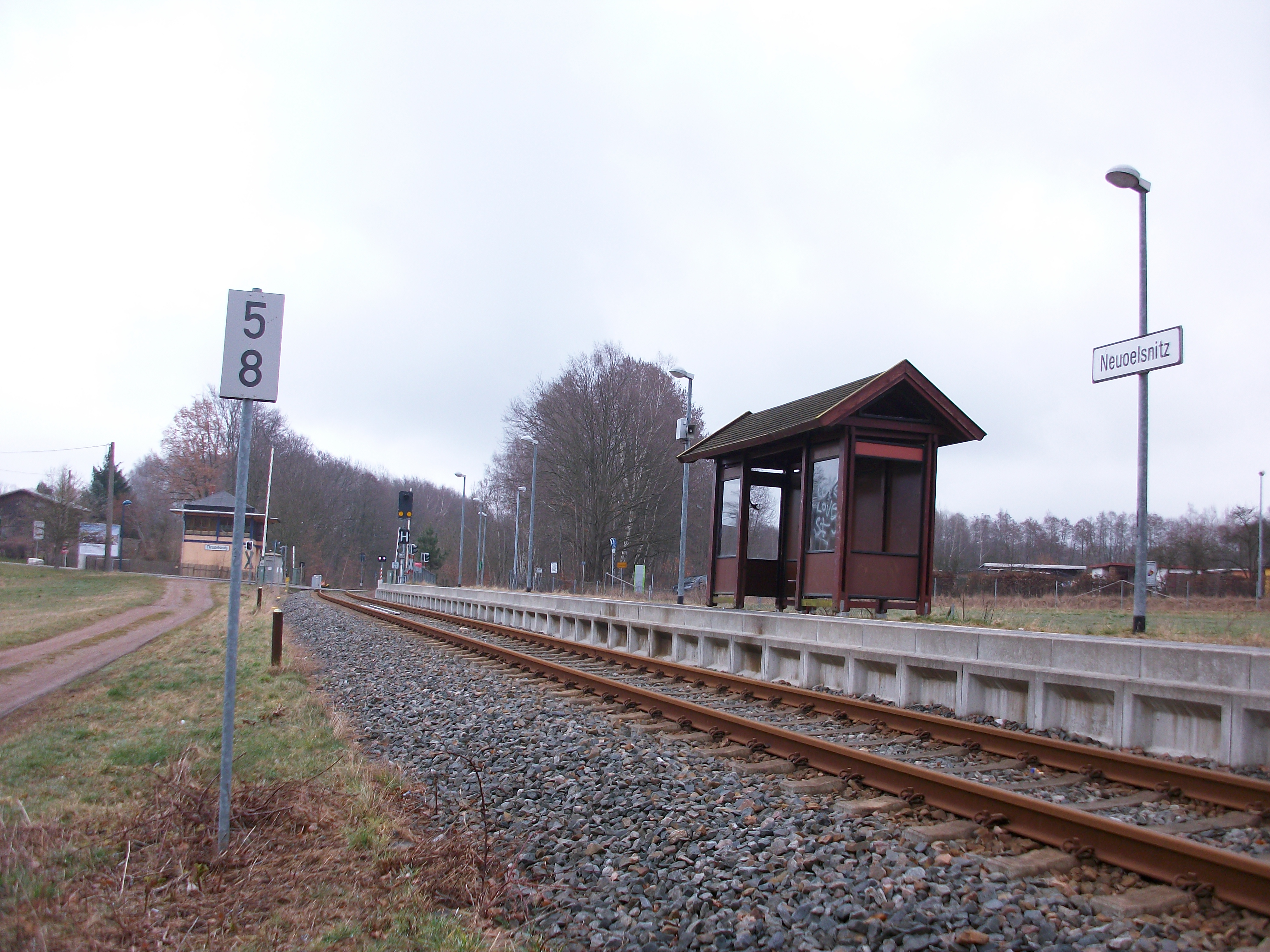
Haltepunkt Neuoelsnitz (2016)

#### Radverkehr
Der Alltagsradverkehr ist in Oelsnitz von geringer Bedeutung. Es gibt Ansätze zur Förderung des touristischen Radverkehrs durch die Stadt. So wird z. Zt. der Würschnitztalradweg ausgebaut und erweitert, er wird zukünftig als Teil der internationalen Karlsroute die Städte Karlsbad in Tschechien und Chemnitz verbinden. Gemeinsam mit der Stadt Lugau ist die Verlängerung des Kohlebahnradweges auf der ehemaligen Bahnstrecke Neuoelsnitz–Wüstenbrand vorgesehen.

#### Flugverkehr
11 km östlich von Oelsnitz/Erzgeb. befindet sich der Verkehrslandeplatz Chemnitz-Jahnsdorf.
Die nächstgelegenen internationalen Flughäfen sind der Flughafen Dresden (100 Kilometer) und der Flughafen Leipzig/Halle (130 Kilometer).

### Regionale Zusammenarbeit
Die Stadt engagiert sich aktiv in mehreren regionalen Zusammenhängen: Im Aktionsraum FLOEZ-Sachsen (Future for Lugau-Oelsnitz-Zwickau) arbeitet man mit acht weiteren Kommunen an gemeinsame Zukunftsperspektiven für vom ehemaligen Steinkohlenbergbau betroffenen Gebiete.
Im Aktionsraum Erzgebirge (Regionalmanagement Erzgebirge) basiert die Zusammenarbeit mit 10 weiteren Städten der Erzgebirgsregion auf ein gemeinsames Regionales Entwicklungskonzept auf dessen Grundlage insbesondere Regionalmarketing- und Arbeitsmarktprojekte umgesetzt werden.
Außerdem ist die Stadt Mitglied im Tourismusverband Erzgebirge e. V. als Destinationsmanagement für die touristische Entwicklung der Region. Im Zusammenhang mit der Bewerbung zum UNESCO-Welterbe Montanregion Erzgebirge ist Oelsnitz/Erzgeb. Mitglied im Welterbeverein Montanregion Erzgebirge e. V. als Träger der Nominierung. Ihm gehören drei Landkreise sowie 33 Städte und Gemeinden der Region an.

### Soziale Infrastruktur

#### Bildung und Fürsorge
Die Stadt ist ein regional bedeutsamer Schulstandort und verfügt über zwei Grundschulen, eine Oberschule, das Berufliche Schulzentrum für Technik, Wirtschaft und Gesundheit mit angeschlossenem Gymnasium sowie über ein Förderschulzentrum. Insgesamt besuchen über 2500 Schüler die Oelsnitzer Schulen. Vor Ort gibt es acht Kindertagesstätten einschl. zwei Betriebskindergärten und einer Tagesmutti, außerdem gibt es Hortangebote an jeder Grundschule und in einem Betriebshort. In der Stadt gibt es vier Einrichtungen für Seniorenwohnen bzw. Seniorenpflege.

#### Sicherheit
Der Brandschutz und die allgemeine Hilfe in der Stadt Oelsnitz/Erzgeb. wird durch die Freiwilligen Feuerwehren Oelsnitz/Erzgeb. und Neuwürschnitz sichergestellt. Insgesamt stehen den ehrenamtlichen Helfern zur Bewältigung der Einsätze neun Feuerwehrfahrzeuge einschl. einem Drehleiterfahrzeug und einem Gefahrgutgerätewagen zur Verfügung. Die Feuerwehren rücken jährlich etwa 80 Mal zur Brandbekämpfung oder Technischen Hilfeleistung aus.
Polizeiliche Aufgaben werden vom Polizeiposten Oelsnitz/Erzgeb. wahrgenommen.

#### Kultur und Sehenswürdigkeiten
Die Sachzeugen des Steinkohlenbergbaus im ehemaligen Lugau-Oelsnitzer Steinkohlenrevier gehörten ursprünglich zu den ausgewählten Stätten im UNESCO-Welterbe-Antrag der Montanregion Erzgebirge. Seit Juni 2017 werden sie als assoziierte Stätten geführt. Hierzu gehören das Bergbaumuseum Oelsnitz/Erzgebirge (ehemals Karl-Liebknecht-Schacht), die Krug-Villa, die Grubenwehrsiedlung Willibald-Emmrich-Straße, die Deutschlandschachthalde, das Gebäudeensemble des Beruflichen Schulzentrums Oelsnitz/Erzgeb. und die Stadthalle (ehemaliges Kulturhaus Hans Marchwitza).

##### Bergbaumuseum

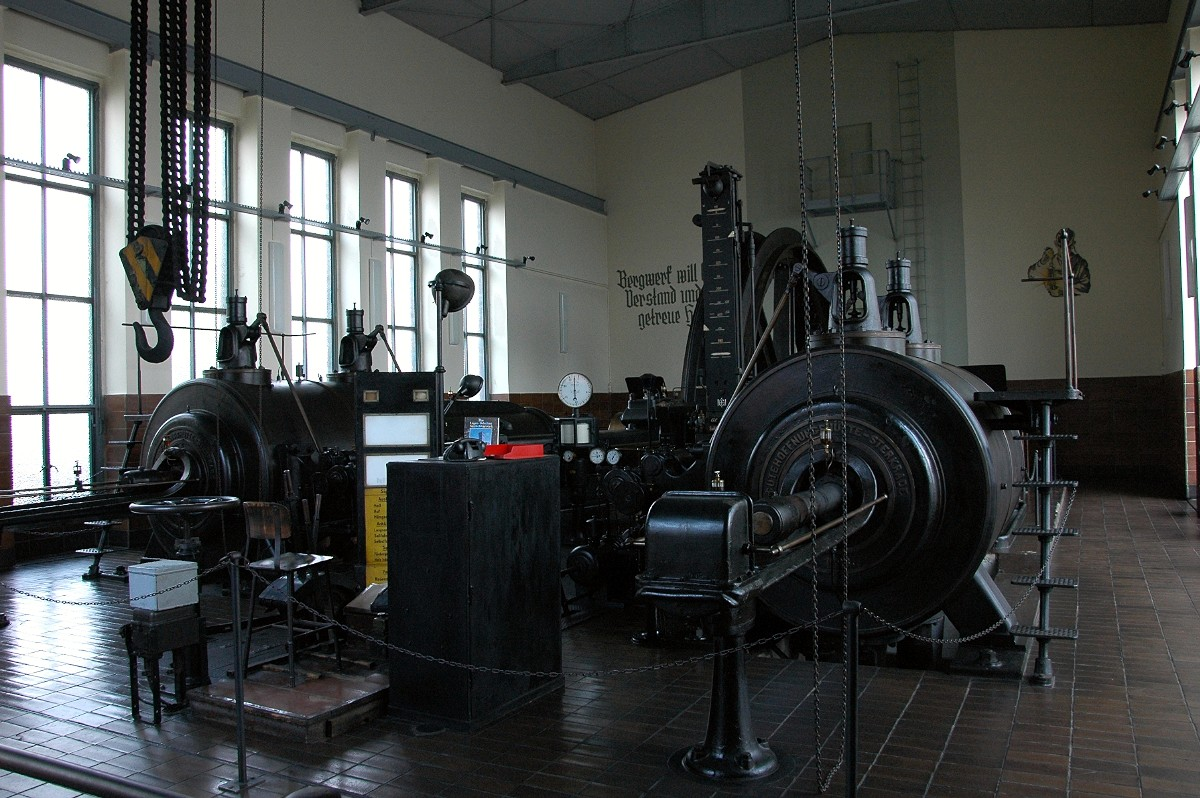
Dampffördermaschine des Kaiserin-Augusta-Schachtes

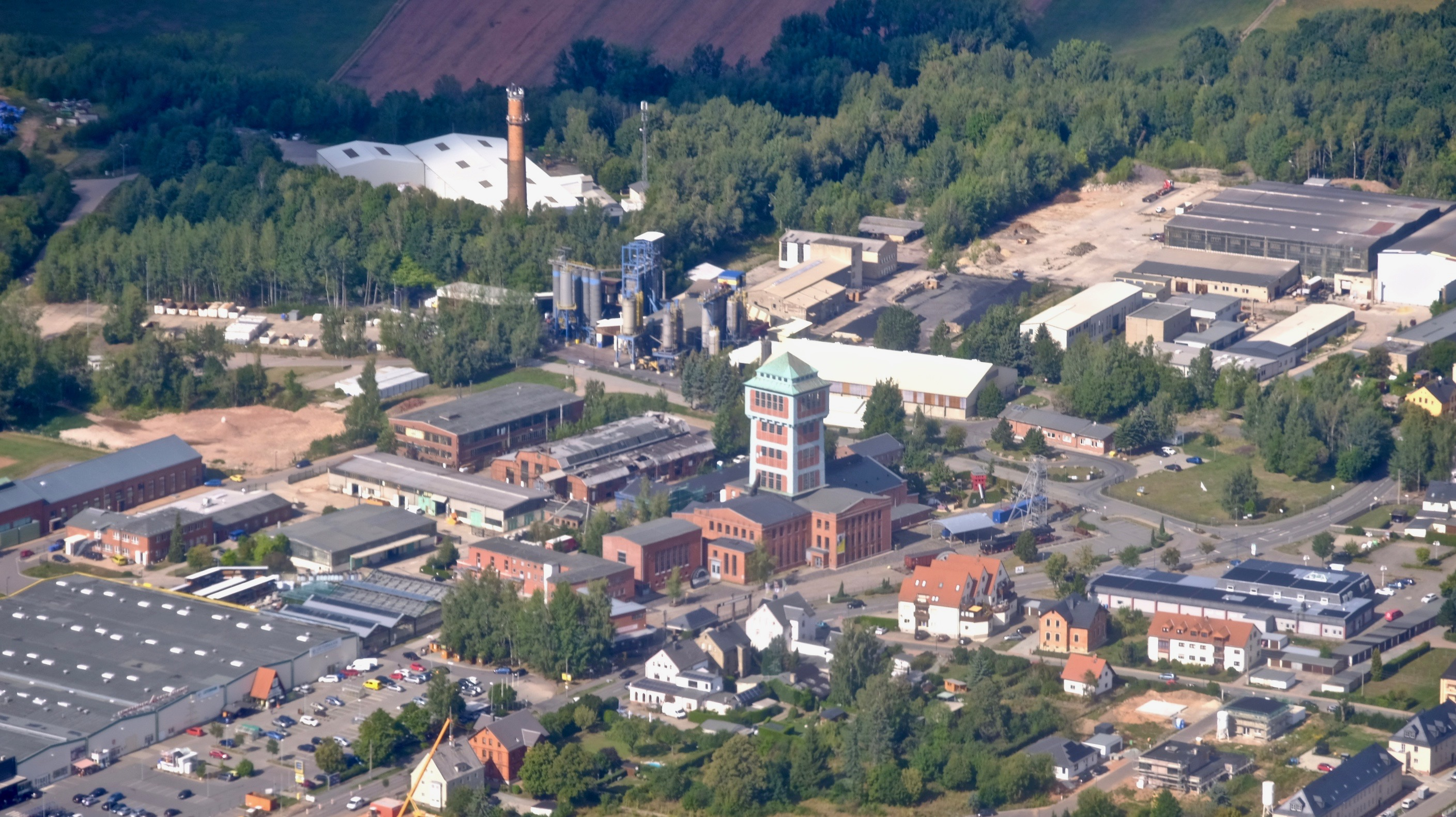
Neuoelsnitz, Bergbaumuseum

In Neuoelsnitz befindet sich der stillgelegte Karl-Liebknecht-Schacht, der frühere Kaiserin-Augusta-Schacht. Hier wurde seit der ersten Hälfte des 19. Jahrhunderts bis zum 31. März 1971 Steinkohle abgebaut. Die übertägigen Gebäude und Anlagen wurden anschließend als Museum des Sächsischen Bergbaus hergerichtet. Die Ausstellungsräume sind als Anschauungsbergwerk gestaltet und durch eine kurze Fahrt mit einem Aufzug zu erreichen. Sie vermitteln den Besuchern in anschaulicher Weise die Arbeit der Kohlekumpel und die hier benutzte Abbautechnik. Als Herzstück des Museums gilt eine liegende Zwillings-Dampffördermaschine aus dem Jahr 1923, deren 1800 PS in Funktion zu erleben sind. Die erhaltenen Gebäude beinhalten eine Dauerausstellung zum Steinkohlenbergbau im Lugau-Oelsnitzer Revier sowie zur Technik-, Wirtschafts- und Sozialgeschichte der Region. Im Rundbau ist auf interessante, anschauliche Weise dargestellt, wie die Steinkohle entstand. Höhepunkt ist ein aus fossilen Funden aus den Kohlebergwerken nachgestalteter Steinkohlenwald, der die Pflanzenwelt im Zeitalter des Karbon vor 300 Millionen Jahren darstellt. Vom Förderturm bietet sich schließlich ein eindrucksvoller Panoramablick. Im Jahr 2020 war das Museum als „Schauplatz Kohleboom“ Teil der 4. Sächsischen Landesausstellung.

##### Sportausstellung
Die „Sächsische Sport- und Spieleausstellung“ gibt einen Einblick in die Entwicklung des Sports in der Region und zeigt einzigartige Exponate, die die Entwicklung des Sports ab 1885 dokumentieren. Sie wurde 2014 im „Haus der Zeit“ am Rathausplatz eröffnet. Regelmäßig sind aktuelle und ehemalige Spitzensportler, Wettkampfrichter und Zeitzeugen zu Gast im Haus.

##### Galerie – Heinrich-Hartmann-Haus
Im Galerie-Gebäude „Heinrich-Hartmann-Haus“ gibt es für Liebhaber Zeitgenössischer Kunst ständig wechselnde Ausstellungen verschiedener Genres.

##### Baudenkmale und objektbezogene Kunst im öffentlichen Raum
Im Stadtgebiet wurden in den zurückliegenden Jahren viele Baudenkmale saniert und für ihre zukünftige Nutzung hergerichtet. Herausragendes Beispiel für historischer Baukultur in Oelsnitz ist das ehemalige Kaufhaus Schocken in der Meinertstraße 18, das 1904 durch die Gebrüder Schocken eröffnet und in den Jahren 1928 bis 1930 durch Bernhard Sturtzkopf, dem Assistenten Walter Gropius, im reinen Bauhausstil errichtet wurde. Viele weitere aufwendig restaurierte Gebäude in der Stadt zeugen heute ebenfalls von ihrer jeweiligen Zeitgeschichte. Beispiele sind das Herrenhaus des Oelsnitzer Rittergutes, die Mittelgasse mit ihren Fachwerk- und Umgebindehäusern, das beeindruckende Wohn- und Geschäftshaus „Grüßer“ aus der Gründerzeit, Villen und das Rathausensemble im Stile des Historismus, das Jugendstilgebäude an der Dr.-Otto-Nuschke-Straße, die im Stile des Art déco errichteten Wohngebäude am Schleifenweg und Schulstraße, sowie die von Paul Kranz erbaute und von Dore Mönkemeyer-Corty im Stil des Art déco ausgemalte Lutherkirche in der Ortslage Neuwiese. Auch einige Bergarbeitersiedlungen, die in den 1920er Jahren im Zusammenhang mit dem Ausbau der Bergwerksanlagen errichtet wurden, sind in Teilen sehr gut erhalten. Zu ihnen gehören die Höhlholzsiedlung und die Waldesruhsiedlung.
Eine zeitgenössische künstlerische Auseinandersetzung mit der historisch-wirtschaftlichen und künstlerischen Geschichte der Stadt findet im Untergeschoss des Kleinen Stellwerks auf dem ehemaligen Gartenschaugelände statt. Hier setzt sich der Chemnitzer Künstler Frank Maibier mit der Installation „Poesie der Energie“ in Form eines Bodenmosaiks aus einer Tonne Steinkohle kombiniert mit dem Text „Unwirklicher Maitag“ des in Oelsnitz geborenen Schriftstellers Reiner Kunze auseinander und schafft so einen Ort der Erinnerung und Poesie.

##### Gedenkstätten

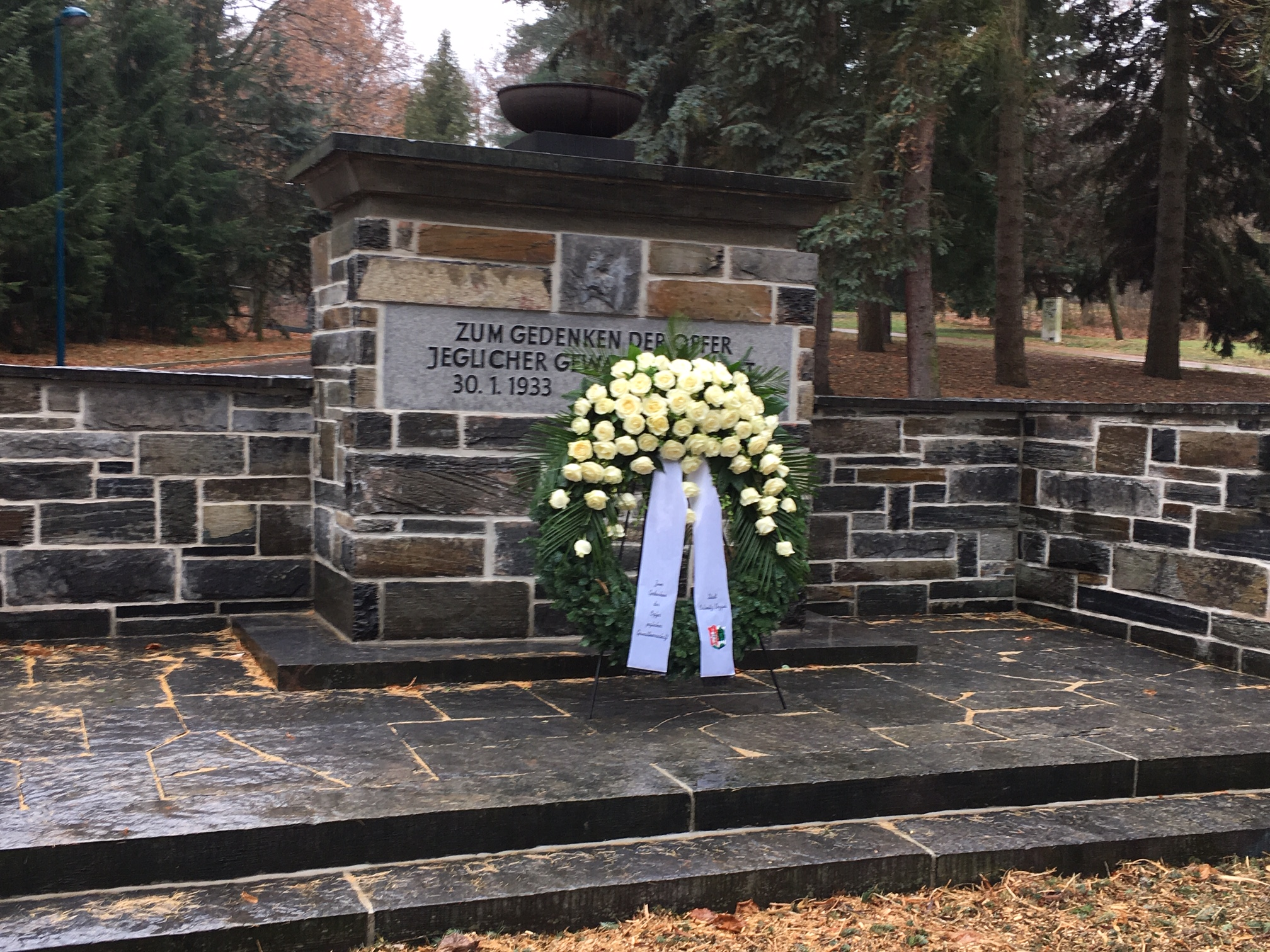
Mahnmal „Opfer jeglicher Gewaltherrschaft“ Oelsnitz/Erzgeb.

Ein Denkmal im Park an der Stadthalle erinnerte zu DDR-Zeiten an die früheren Opfer des Hitlerregimes. Nach 1990 wurde die Inschrift den „Opfern jeglicher Gewaltherrschaft“ von 1933 bis 1989 umgewidmet. Das Denkmal wurde im Jahr 2018 saniert und vom nördlichen in den südlichen Stadthallenpark versetzt. Die feierliche Wiedereinweihung fand am 29. November des gleichen Jahres statt.

##### Naturschutz
- Siehe auch: Liste der Naturdenkmale in Oelsnitz/Erzgeb.

## Regelmäßige Veranstaltungen

### Kultur- und Freizeit

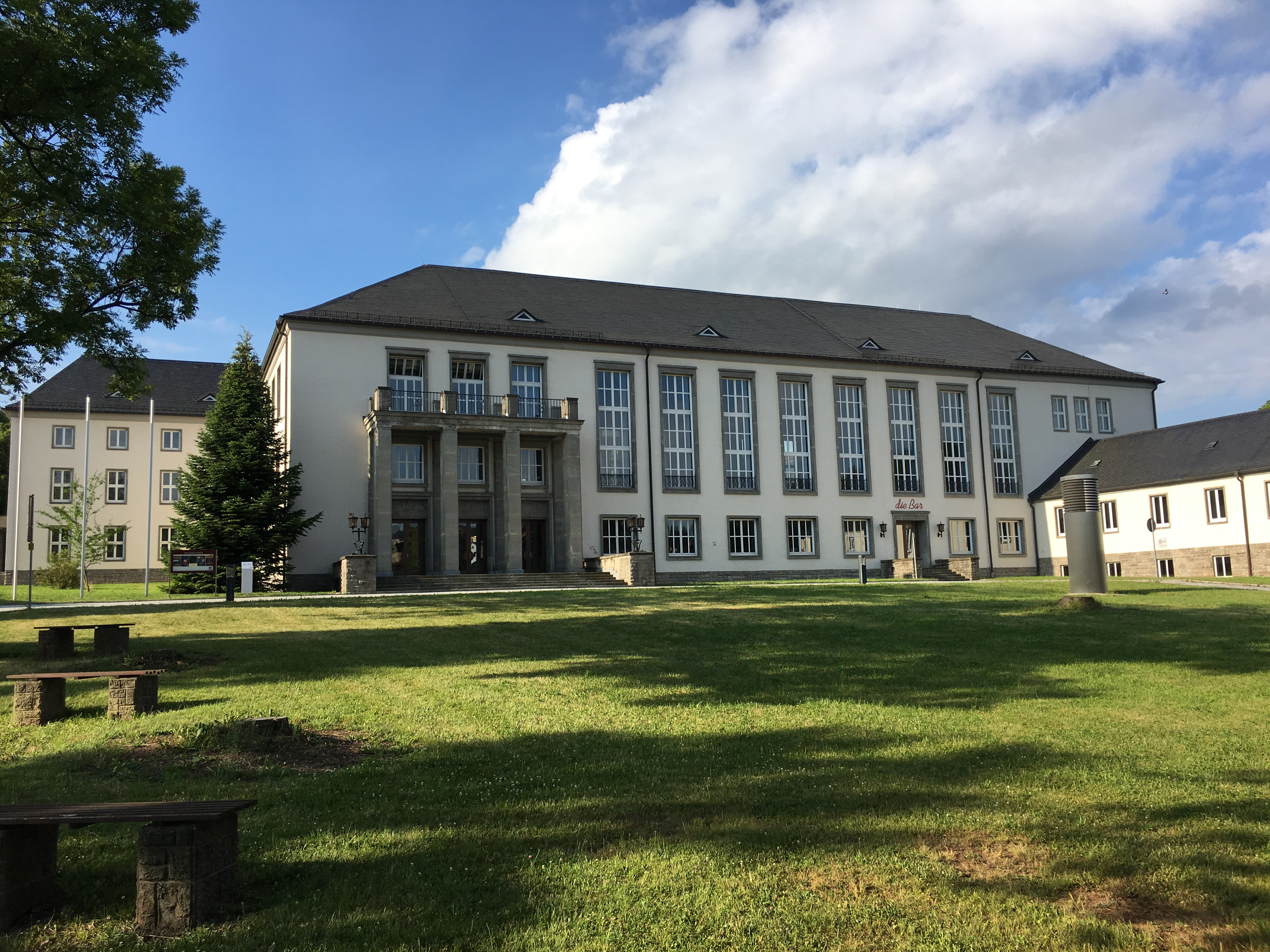
Kulturhaus „Hans Marchwitza“, heute Stadthalle

In der Stadthalle Oelsnitz (ehemals Kulturhaus „Hans Marchwitza“) finden regelmäßig Kulturveranstaltungen statt. Dazu gehören neben vielen Schlager-, Klassik- und Blasmusikkonzerten auch die Oelsnitzer KabareTTTage. Viele Veranstaltungen werden von ortsansässigen Künstlern und Vereinen gestaltet, zu ihnen gehört auch der Oelsnitzer Carnevals Verein, der jedes Jahr zur Faschingszeit seine alljährlichen entsprechenden Veranstaltungen durchführt.
Im Sommer finden jeweils mittwochs im Monat Juni Platzkonzerte des Oelsnitzer Kultursommers auf dem Rathausplatz statt.
Weitere Veranstaltungshöhepunkte sind die Glück-auf-Wanderung (1. Sonntag im April), Bauernmarkt und Reiterfest (2. Wochenende im September) und der Weihnachtsmarkt mit Bergparade (1. Adventswochenende). Durch die Arbeitsgruppe Bergbau- und Gästeführer werden ganzjährig geführte Wanderungen auf den gut ausgebauten Wanderwegen der Region angeboten. Die „Erlebnistour Oelsnitz“, die „Bergbautour Oelsnitz“ und der Bergbaulehrpfad „Steinkohlenweg“ sind auch zum Selbsterkunden geeignet und entsprechend ausgebaut und beschildert.

### Reiner-Kunze-Preis
Zu Ehren des Sohnes der Stadt, des Schriftstellers Reiner Kunze, verleiht die Stadtverwaltung gemeinsam mit der Erzgebirgssparkasse alle zwei Jahre den Reiner-Kunze-Preis. Die Auszeichnung ist mit 4000 Euro dotiert und wurde 2007 erstmals vergeben. Die Preisträger sind:
- 2007 Utz Rachowski, deutscher Schriftsteller
- 2009 Thomas Eichhorn, deutscher Übersetzer
- 2011 Inés Koebel, deutsche Übersetzerin und Autorin
- 2013 Mireille Gansel, französische Schriftstellerin und Übersetzerin
- 2015 Uwe Kolbe, deutscher Lyriker und Übersetzer
- 2017 Petro Rychlo, ukrainischer Germanist, Essayist und Übersetzer
- 2019 Stevan Tontić, bosnischer Schriftsteller und Übersetzer
- 2022 Young-Ae Chon, koreanische Schriftstellerin und Übersetzerin